# Campeonato Brasileiro de Futebol de 2023 - Série D
A Série D do Campeonato Brasileiro de Futebol de 2023 foi a 15.ª edição da competição de futebol profissional equivalente à quarta divisão no Brasil. Esta edição foi disputada por 64 equipes, que se classificaram através dos campeonatos estaduais e por outros torneios realizados por cada uma das 27 federações estaduais.
O Ferroviário conquistou seu segundo título da Série D, se tornando o primeiro clube a vencer a competição mais de uma vez. Após empatar o primeiro jogo da final contra a Ferroviária por 0–0 em Araraquara, os cearenses venceram o jogo de volta no Estádio Presidente Vargas por 2–1. Além dos finalistas, Athletic e Caxias também garantiram o acesso para a Série C de 2024 ao alcançarem as semifinais.
Nessa edição da Série D, foram alcançadas algumas marcas históricas: além de ter se tornado o primeiro time a conquistar a competição mais de uma vez, o Ferroviário também se tornou a terceira equipe na história a vencer a quarta divisão de forma invicta, com aproveitamento de 75%, o melhor desde que a Série D foi expandida em 2020. Com isso, o Tubarão da Barra também se tornou o clube campeão nacional com a maior sequência invicta na história do futebol brasileiro, com 24 jogos.
A maior goleada da história da Série D – e também de todas as divisões do Campeonato Brasileiro – aconteceu nessa temporada: vitória por 10–0 do Brasiliense diante do Interporto, em jogo válido pela décima segunda rodada. Outro feito notável aconteceu ainda na fase de grupos: a Série D ultrapassou a marca dos 10 mil gols marcados desde sua criação em 2009. Já o artilheiro Eron, do Caxias, tornou-se o maior goleador de uma única edição da competição, com 14 gols. Por outro lado, como recorde negativo, a Série D de 2023 registrou a pior média de público de todos os tempos do torneio até então.

## Critérios de classificação
Foram 64 vagas disponíveis na competição. As quatro federações piores ranqueadas tiveram direito a apenas um time na competição, ficando o total de vagas distribuído da seguinte forma:
- Os quatro rebaixados da Série C do ano anterior;
- O estado 1º colocado no Ranking Nacional das Federações tem direito a 4 vagas;
- Do 2º ao 9º colocado no Ranking Nacional das Federações têm direito a 3 vagas;
- Do 10º ao 23º colocado no Ranking Nacional das Federações têm direito a 2 vagas;
- Do 24º ao 27º colocado no Ranking Nacional das Federações têm direito a 1 vaga para o campeão estadual;

Os indicados das federações estaduais são selecionados através do desempenho nos Campeonatos Estaduais ou outros torneios realizados por cada federação estadual (comumente Copas Estaduais).
Em caso de desistência, a vaga é ocupada pelo clube da mesma federação melhor classificado, ou então, pelo clube apontado pela federação estadual. Se o estado não indicar nenhum representante, a vaga é repassada ao melhor estado seguinte posicionado no Ranking Nacional das Federações, que indica uma equipe a ocupar o mesmo grupo da equipe original. Caso a vaga ainda fique em aberto, é transferida ao segundo estado seguinte e melhor colocado no ranking, e assim sucessivamente. O limite de usufruto de vaga repassada é de uma por federação.
As equipes que disputam a Série D geralmente são definidas pelo seu posicionamento na tabela de classificação de seus respectivos campeonatos estaduais. Quando nos estaduais existe algum participante que já disputa alguma divisão superior do Campeonato Brasileiro (Séries A, B ou C), a classificação para a Série D se dá a seguinte equipe melhor posicionada na tabela de classificação. Em alguns estados, os campeonatos locais servem apenas como classificação para a Copa do Brasil da temporada subsequente. A federação destes estados prefere realizar algum torneio paralelo ao estadual propriamente dito, para definir seu(s) representante(s) na Série D do Campeonato Brasileiro. Desde a edição de 2016, por conta de ajustes no regulamento feitos pela CBF, os campeonatos e seletivas estaduais de um ano classificam suas equipes para as competições nacionais do ano seguinte.

## Formato de disputa
As 64 equipes foram divididas em oito chaves, com oito clubes em cada, com jogos de ida e volta. As quatro melhores de cada grupo se classificam para a segunda fase, totalizando 32 equipes. Estas se enfrentam em confrontos eliminatórios, com jogos de ida e volta, até a definição do campeão e do acesso à Série C de 2024: dezesseis avos de final, oitavas, quartas, semifinais e final.

## Participantes
| Equipe                 | Cidade               | Estado | Como se classificou                 | Estádio (mando)           | Capacidade | Títulos        |
| ---------------------- | -------------------- | ------ | ----------------------------------- | ------------------------- | ---------- | -------------- |
| Águia de Marabá        | Marabá               | PA     | 2º melhor colocado do Estadual 2022 | Zinho de Oliveira         | 5 000      | 0 (não possui) |
| Aimoré                 | São Leopoldo         | RS     | 3º melhor colocado do Estadual 2022 | Cristo-Rei                | 7 800      | 0 (não possui) |
| Anápolis               | Anápolis             | GO     | 2º melhor colocado do Estadual 2022 | Jonas Duarte              | 20 000     | 0 (não possui) |
| ASA                    | Arapiraca            | AL     | Vice-campeão do Estadual 2022       | Coaracy Fonseca           | 12 500     | 0 (não possui) |
| Athletic               | São João del-Rei     | MG     | Melhor colocado do Estadual 2022    | Arena Unimed              | 3 500      | 0 (não possui) |
| Atlético Cearense      | Fortaleza            | CE     | 17º colocado da Série C de 2022     | Domingão                  | 10 500     | 0 (não possui) |
| Atlético de Alagoinhas | Alagoinhas           | BA     | Campeão do Estadual 2022            | Carneirão                 | 16 000     | 0 (não possui) |
| Bahia de Feira         | Feira de Santana     | BA     | 3° melhor colocado do Estadual 2022 | Arena Cajueiro            | 4 000      | 0 (não possui) |
| Brasil de Pelotas      | Pelotas              | RS     | 18º colocado da Série C de 2022     | Bento Freitas             | 12 314     | 0 (não possui) |
| Brasiliense            | Taguatinga           | DF     | Campeão do Metropolitano 2022       | Serejão                   | 27 000     | 0 (não possui) |
| Camboriú               | Camboriú             | SC     | Vice-campeão do Estadual 2022       | Estádio das Nações        | 4 000      | 0 (não possui) |
| Campinense             | Campina Grande       | PB     | 20º colocado da Série C de 2022     | Amigão                    | 19 000     | 0 (não possui) |
| Caucaia                | Caucaia              | CE     | Vice-campeão do Estadual 2022       | Raimundão                 | 7 800      | 0 (não possui) |
| Caxias                 | Caxias do Sul        | RS     | Melhor colocado do Estadual 2022    | Centenário                | 22 132     | 0 (não possui) |
| Ceilândia              | Ceilândia            | DF     | Vice-campeão do Metropolitano 2022  | Abadião                   | 4 200      | 0 (não possui) |
| Concórdia              | Concórdia            | SC     | 2° melhor colocado do Estadual 2022 | Domingos Machado de Lima  | 5 000      | 0 (não possui) |
| Cordino                | Barra do Corda       | MA     | Vice-campeão do Estadual 2022       | Leandrão                  | 1 200      | 0 (não possui) |
| CRAC                   | Catalão              | GO     | 3º melhor colocado do Estadual 2022 | Arena Rifertil            | 8 500      | 0 (não possui) |
| Cruzeiro de Arapiraca  | Arapiraca            | AL     | Campeão da Copa Alagoas 2022        | Coaracy Fonseca           | 12 500     | 0 (não possui) |
| Democrata GV           | Governador Valadares | MG     | 2º melhor colocado do Estadual 2022 | Mamudão                   | 8 675      | 0 (não possui) |
| Falcon                 | Barra dos Coqueiros  | SE     | Vice-campeão do Estadual 2022       | Batistão                  | 15 586     | 0 (não possui) |
| FC Cascavel            | Cascavel             | PR     | 3° melhor colocado do Estadual 2022 | Olímpico Regional         | 28 125     | 0 (não possui) |
| Ferroviária            | Araraquara           | SP     | 2° melhor colocado do Estadual 2022 | Fonte Luminosa            | 20 000     | 0 (não possui) |
| Ferroviário            | Fortaleza            | CE     | 19º colocado da Série C de 2022     | Presidente Vargas         | 20 268     | 1 (2018)       |
| Fluminense-PI          | Teresina             | PI     | Campeão do Estadual 2022            | Arena do Guerreiro        | 8 000      | 0 (não possui) |
| Globo                  | Ceará-Mirim          | RN     | 2º melhor colocado do Estadual 2022 | Barrettão                 | 10 000     | 0 (não possui) |
| Hercílio Luz           | Tubarão              | SC     | 3° melhor colocado do Estadual 2022 | Aníbal Costa              | 6 800      | 0 (não possui) |
| Humaitá                | Porto Acre           | AC     | Campeão do Estadual 2022            | Florestão                 | 10 000     | 0 (não possui) |
| Iguatu                 | Iguatu               | CE     | 2° melhor colocado do Estadual 2022 | Morenão                   | 3 600      | 0 (não possui) |
| Inter de Limeira       | Limeira              | SP     | 3° melhor colocado do Estadual 2022 | Limeirão                  | 18 000     | 0 (não possui) |
| Interporto             | Porto Nacional       | TO     | Vice-campeão do Estadual 2022       | General Sampaio           | 2 000      | 0 (não possui) |
| Iporá                  | Iporá                | GO     | Melhor colocado do Estadual 2022    | Ferreirão                 | 6 520      | 0 (não possui) |
| Jacuipense             | Riachão do Jacuípe   | BA     | Vice-campeão do Estadual 2022       | Valfredão                 | 5 000      | 0 (não possui) |
| Maranhão               | São Luís             | MA     | Vice-campeão da Copa FMF 2022       | Nhozinho Santos           | 12 891     | 0 (não possui) |
| Maringá                | Maringá              | PR     | Vice-campeão do Estadual 2022       | Willie Davids             | 16 000     | 0 (não possui) |
| Nacional-AM            | Manaus               | AM     | 2º melhor colocado do Estadual 2022 | Colina                    | 10 000     | 0 (não possui) |
| Nacional de Patos      | Patos                | PB     | 2° melhor colocado do Estadual 2022 | José Cavalcanti           | 11 500     | 0 (não possui) |
| Nova Iguaçu            | Nova Iguaçu          | RJ     | 2º melhor colocado do Estadual 2022 | Laranjão                  | 1 810      | 0 (não possui) |
| Novo Hamburgo          | Novo Hamburgo        | RS     | 2º melhor colocado do Estadual 2022 | Estádio do Vale           | 5 196      | 0 (não possui) |
| Operário-MS            | Campo Grande         | MS     | Campeão do Estadual 2022            | Jacques da Luz            | 4 500      | 0 (não possui) |
| Operário VG            | Várzea Grande        | MT     | Vice-campeão da Copa FMF 2022       | Dito Souza                | 2 600      | 0 (não possui) |
| Pacajus                | Pacajus              | CE     | 3° melhor colocado do Estadual 2022 | João Ronaldo              | 2 000      | 0 (não possui) |
| Parnahyba              | Parnaíba             | PI     | Vice-campeão do Estadual 2022       | Mão Santa                 | 4 700      | 0 (não possui) |
| Patrocinense           | Patrocínio           | MG     | 5º melhor colocado do Estadual 2022 | Pedro Alves do Nascimento | 8 000      | 0 (não possui) |
| Portuguesa-RJ          | Rio de Janeiro       | RJ     | Vice-campeã da Copa Rio 2022        | Luso Brasileiro           | 20 215     | 0 (não possui) |
| Potiguar de Mossoró    | Mossoró              | RN     | Melhor colocado do Estadual 2022    | Nogueirão                 | 5 000      | 0 (não possui) |
| Princesa do Solimões   | Manacapuru           | AM     | Vice-campeão do Estadual 2022       | Gilbertão                 | 8 000      | 0 (não possui) |
| Real Ariquemes         | Ariquemes            | RO     | Campeão do Estadual 2022            | Valerião                  | 2 500      | 0 (não possui) |
| Real Noroeste          | Águia Branca         | ES     | Campeão do Estadual 2022            | José Olímpio da Rocha     | 5 281      | 0 (não possui) |
| Resende                | Resende              | RJ     | Melhor colocado do Estadual 2022    | Trabalhador               | 10 500     | 0 (não possui) |
| Retrô                  | Camaragibe           | PE     | Vice-campeão do Estadual 2022       | Arena de Pernambuco       | 44 000     | 0 (não possui) |
| Santa Cruz             | Recife               | PE     | 2° melhor colocado do Estadual 2022 | Arruda                    | 60 044     | 0 (não possui) |
| Santo André            | Santo André          | SP     | Melhor colocado do Estadual 2022    | Bruno José Daniel         | 8 000      | 0 (não possui) |
| São Francisco-AC       | Rio Branco           | AC     | Vice-campeão do Estadual 2022       | Florestão                 | 10 000     | 0 (não possui) |
| São Joseense           | São José dos Pinhais | PR     | 2° melhor colocado do Estadual 2022 | Pinhão                    | 4 047      | 0 (não possui) |
| São Raimundo-RR        | Boa Vista            | RR     | Campeão do Estadual 2022            | Canarinho                 | 4 556      | 0 (não possui) |
| Sergipe                | Aracaju              | SE     | Campeão do Estadual 2022            | Batistão                  | 15 586     | 0 (não possui) |
| Sousa                  | Sousa                | PB     | Melhor colocado do Estadual 2022    | Marizão                   | 12 400     | 0 (não possui) |
| Tocantinópolis         | Tocantinópolis       | TO     | Campeão do Estadual 2022            | Ribeirão                  | 8 000      | 0 (não possui) |
| Trem                   | Macapá               | AP     | Campeão do Estadual 2022            | Zerão                     | 13 000     | 0 (não possui) |
| Tuna Luso              | Belém                | PA     | Melhor colocada do Estadual 2022    | Souza                     | 6 000      | 0 (não possui) |
| União Rondonópolis     | Rondonópolis         | MT     | Vice-campeão do Estadual 2022       | Luthero Lopes             | 19 000     | 0 (não possui) |
| Vitória-ES             | Vitória              | ES     | Vice-campeão do Estadual 2022       | Salvador Costa            | 3 000      | 0 (não possui) |
| XV de Piracicaba       | Piracicaba           | SP     | Campeão da Copa Paulista 2022       | Barão da Serra Negra      | 18 000     | 0 (não possui) |

## Estádios

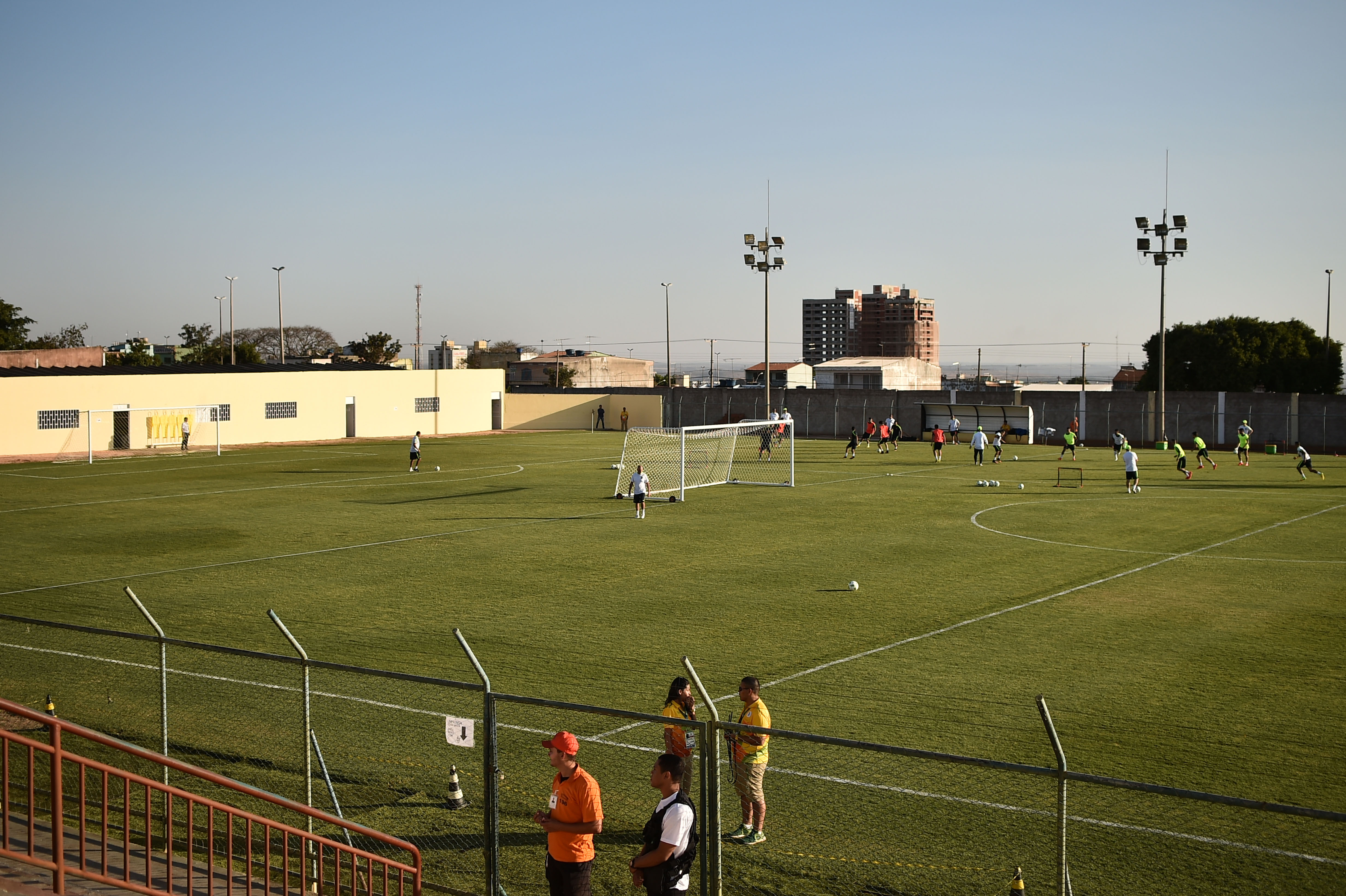
Abadião
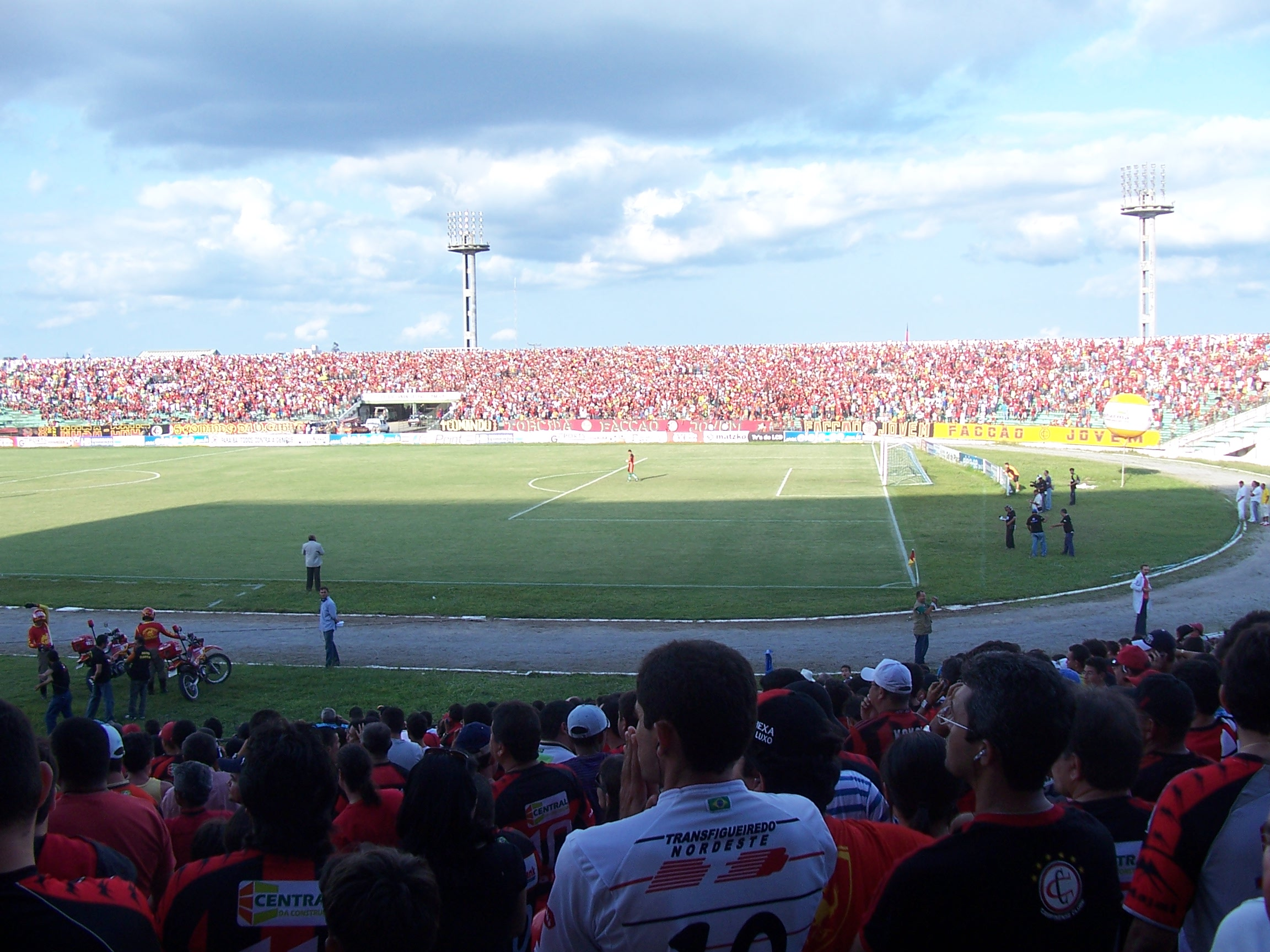
Amigão
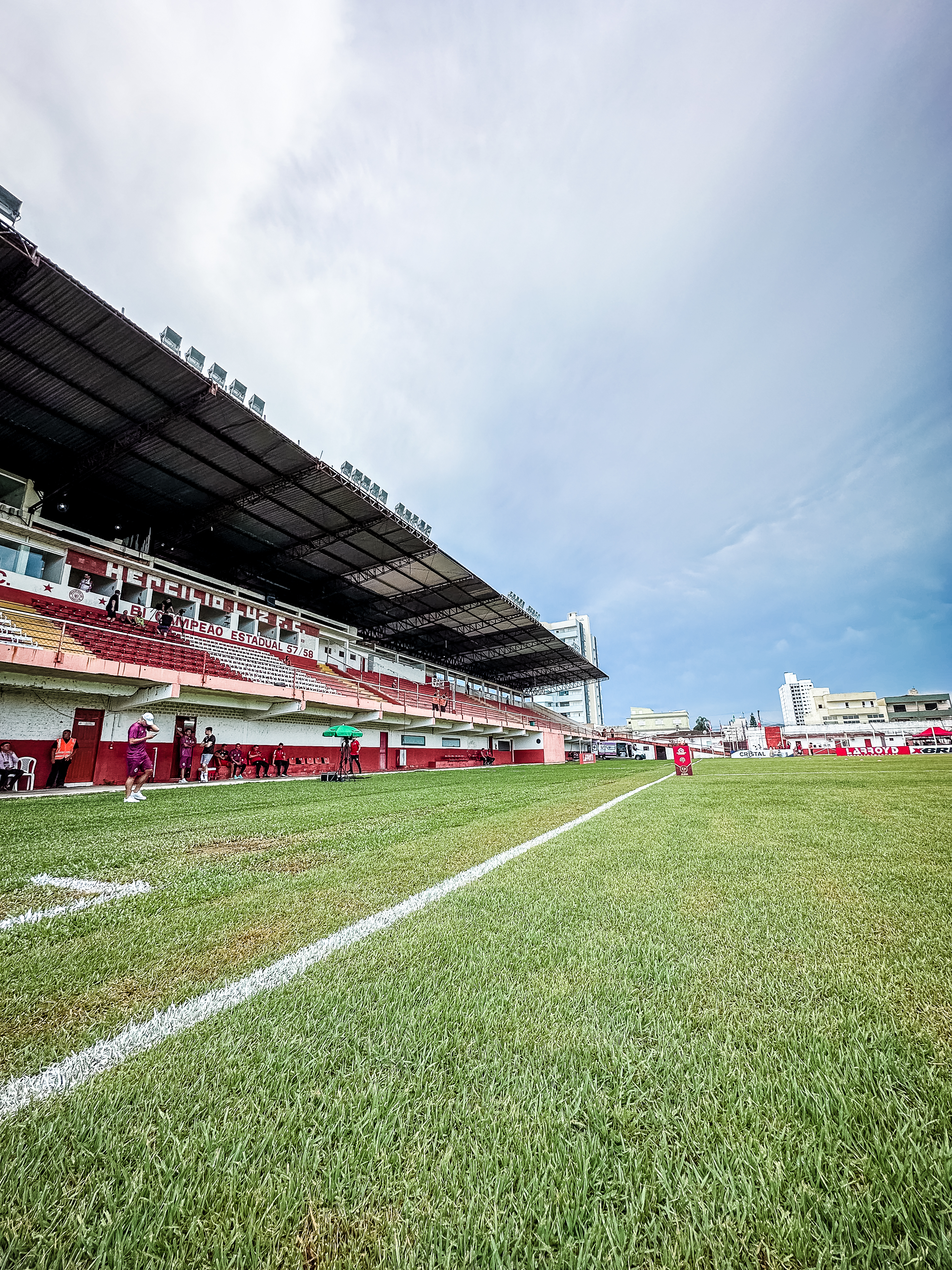
Aníbal Costa
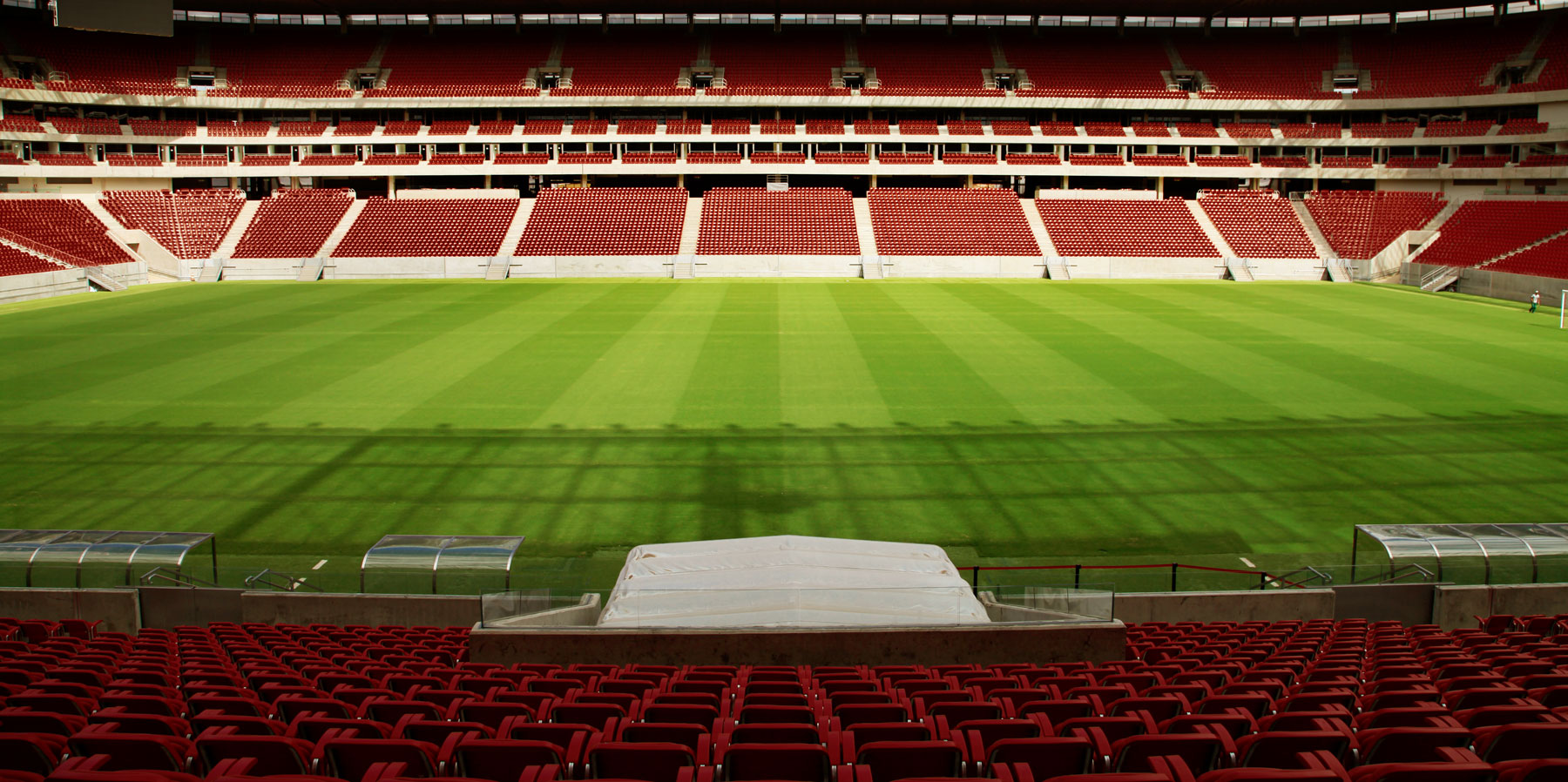
Arena de Pernambuco
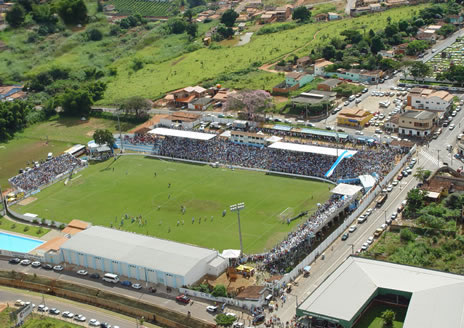
Arena Rifertil
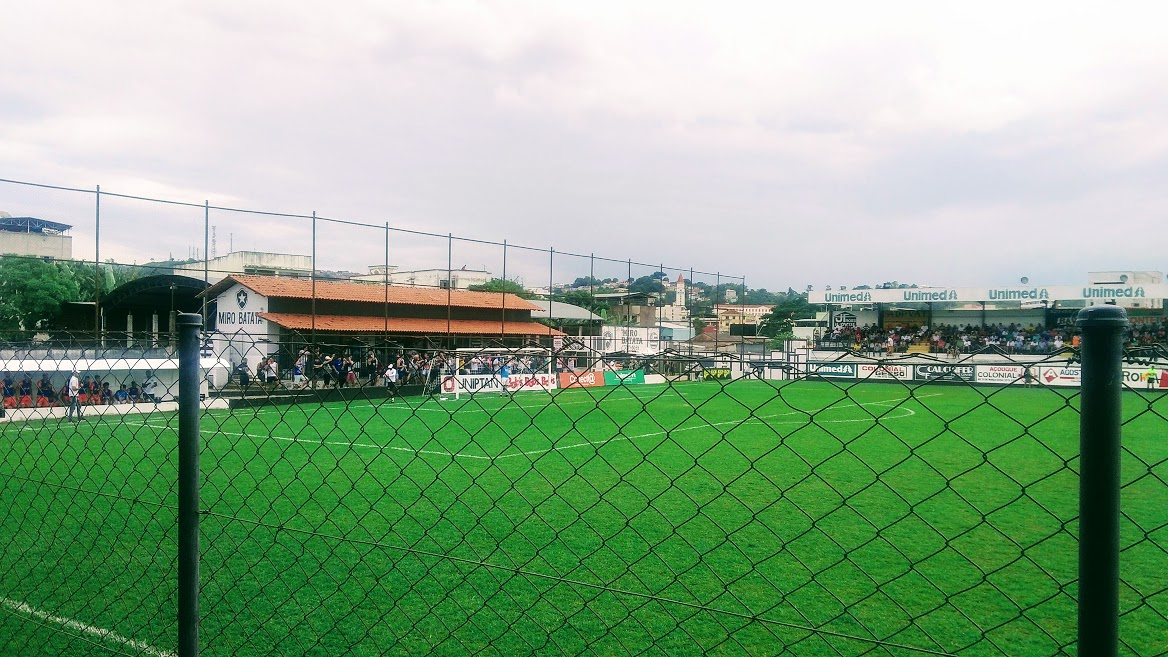
Arena Unimed
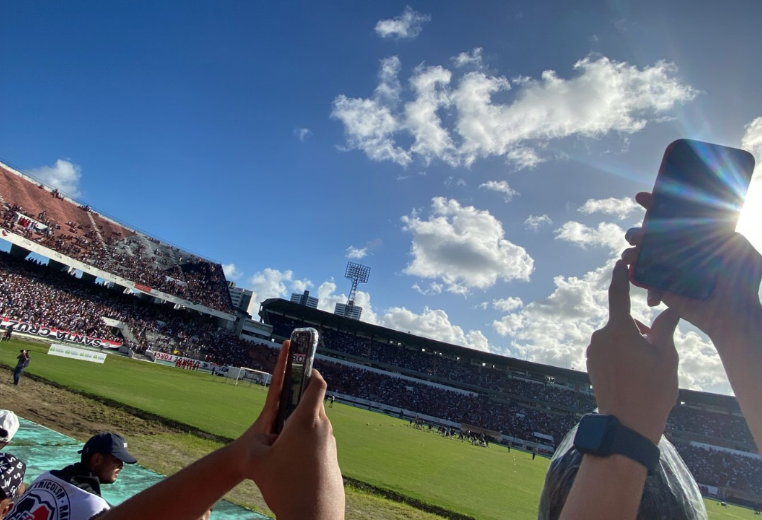
Arruda
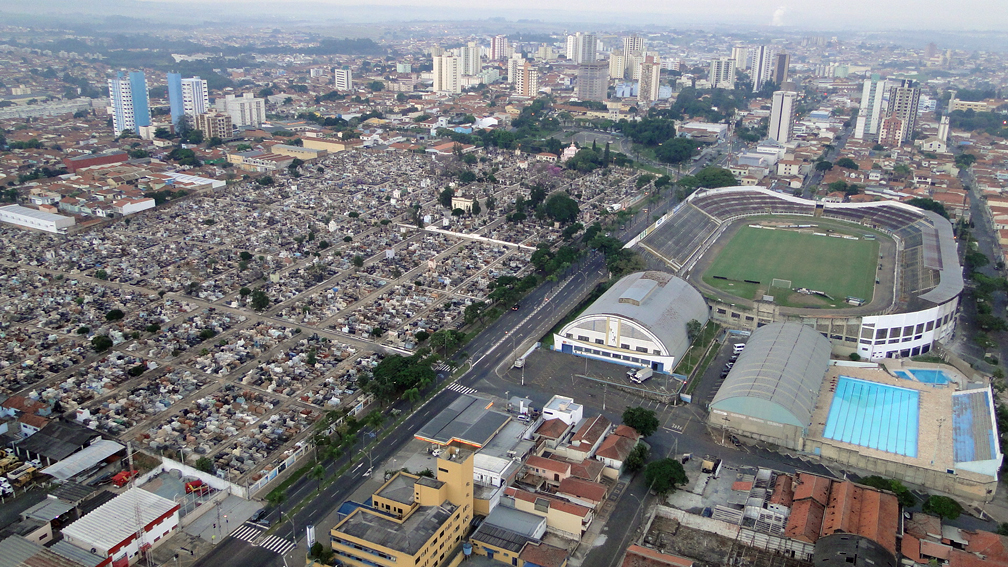
Barão da Serra Negra
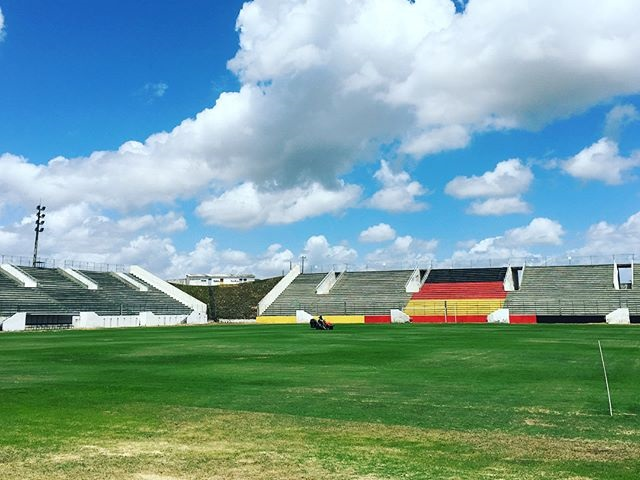
Barrettão
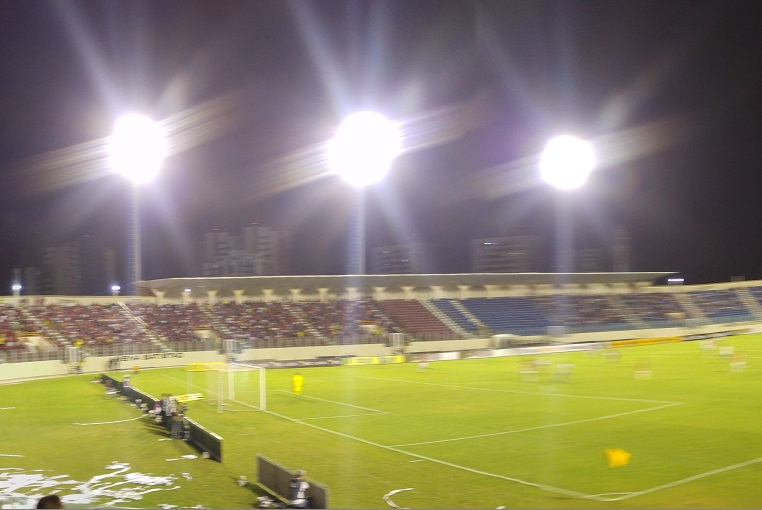
Batistão
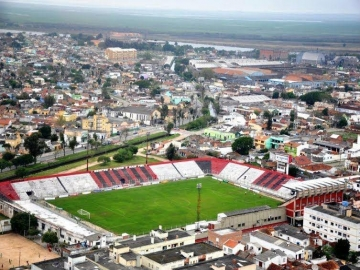
Bento Freitas
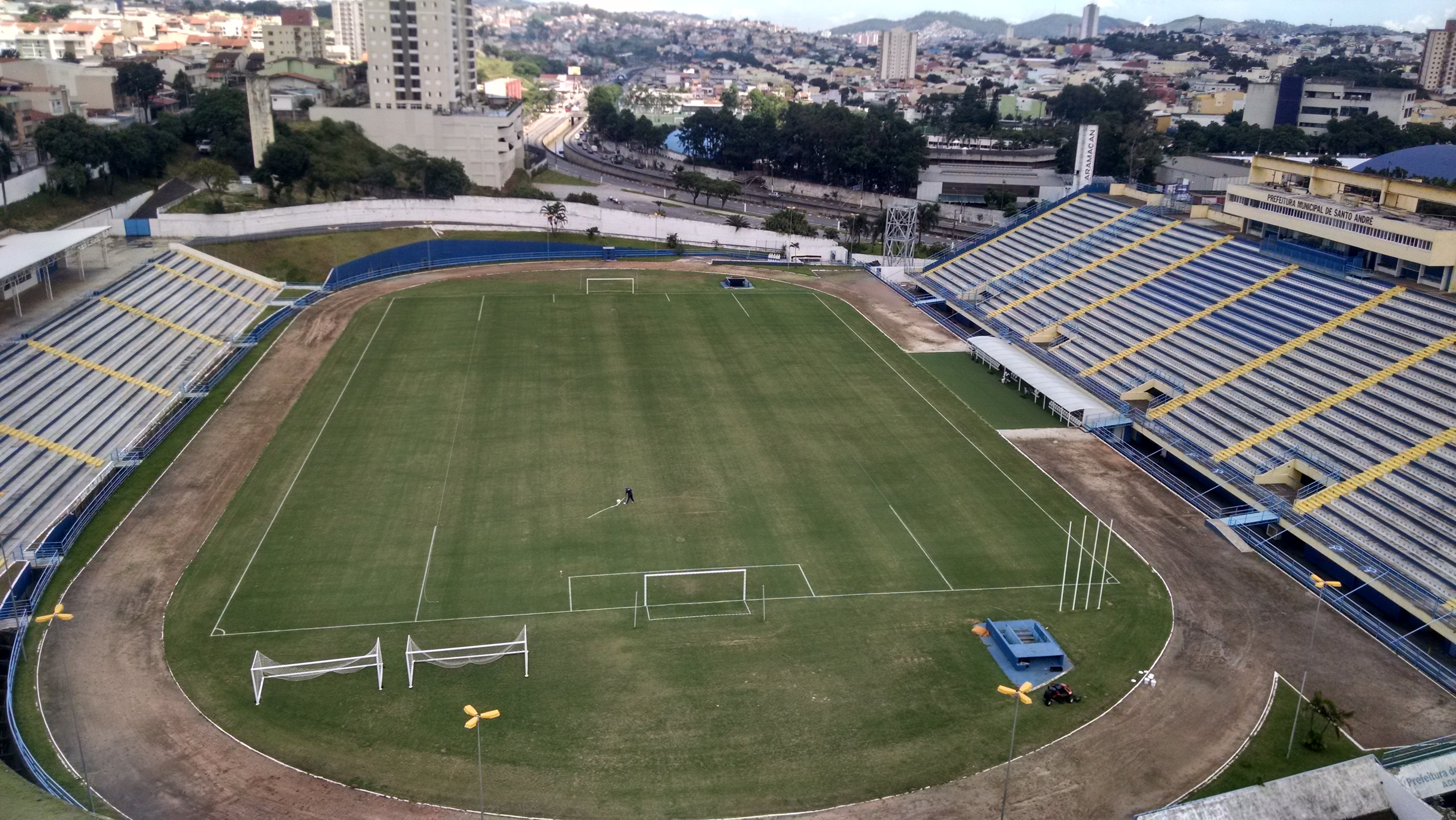
Bruno José Daniel
Carneirão
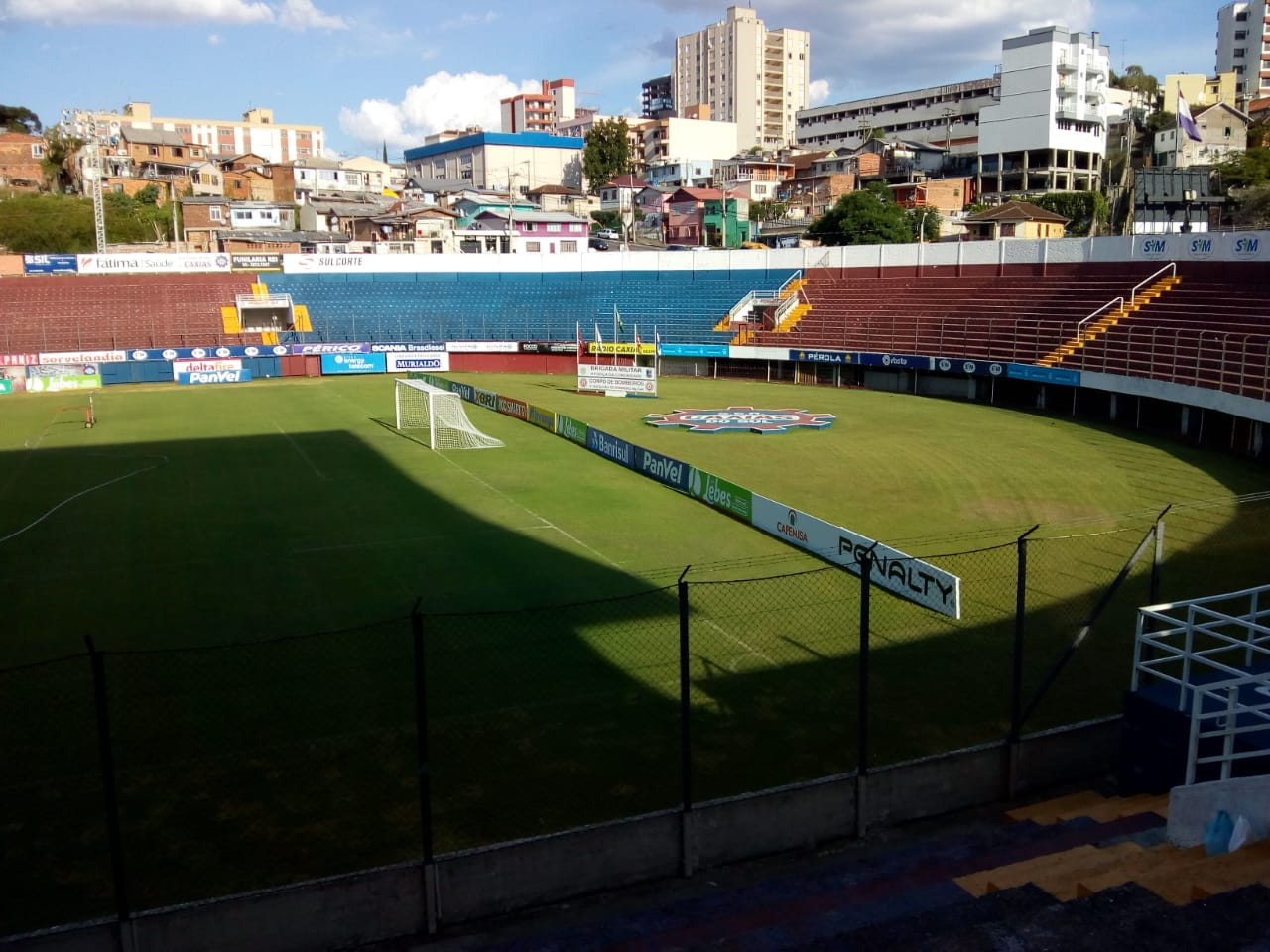
Centenário
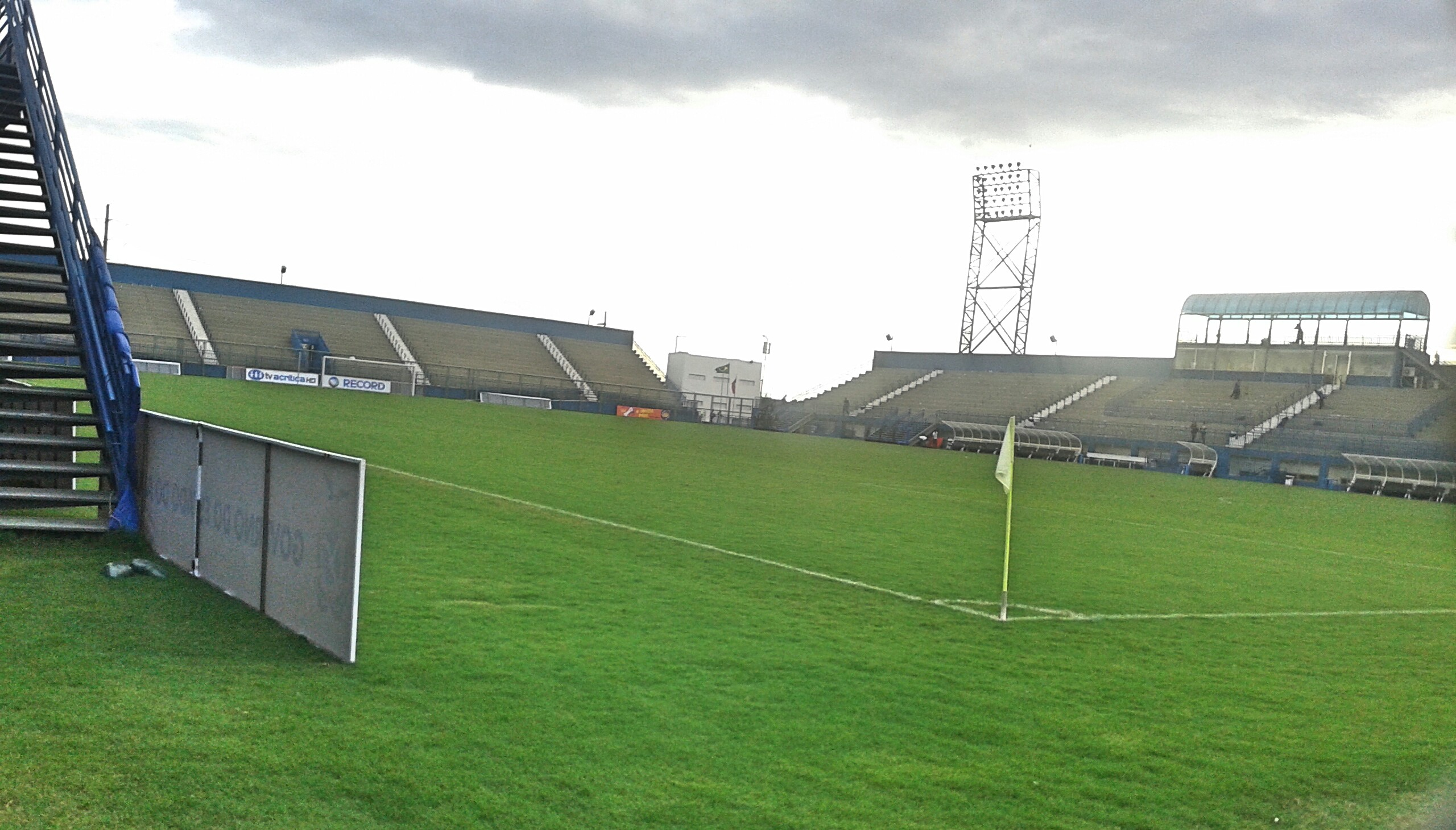
Colina
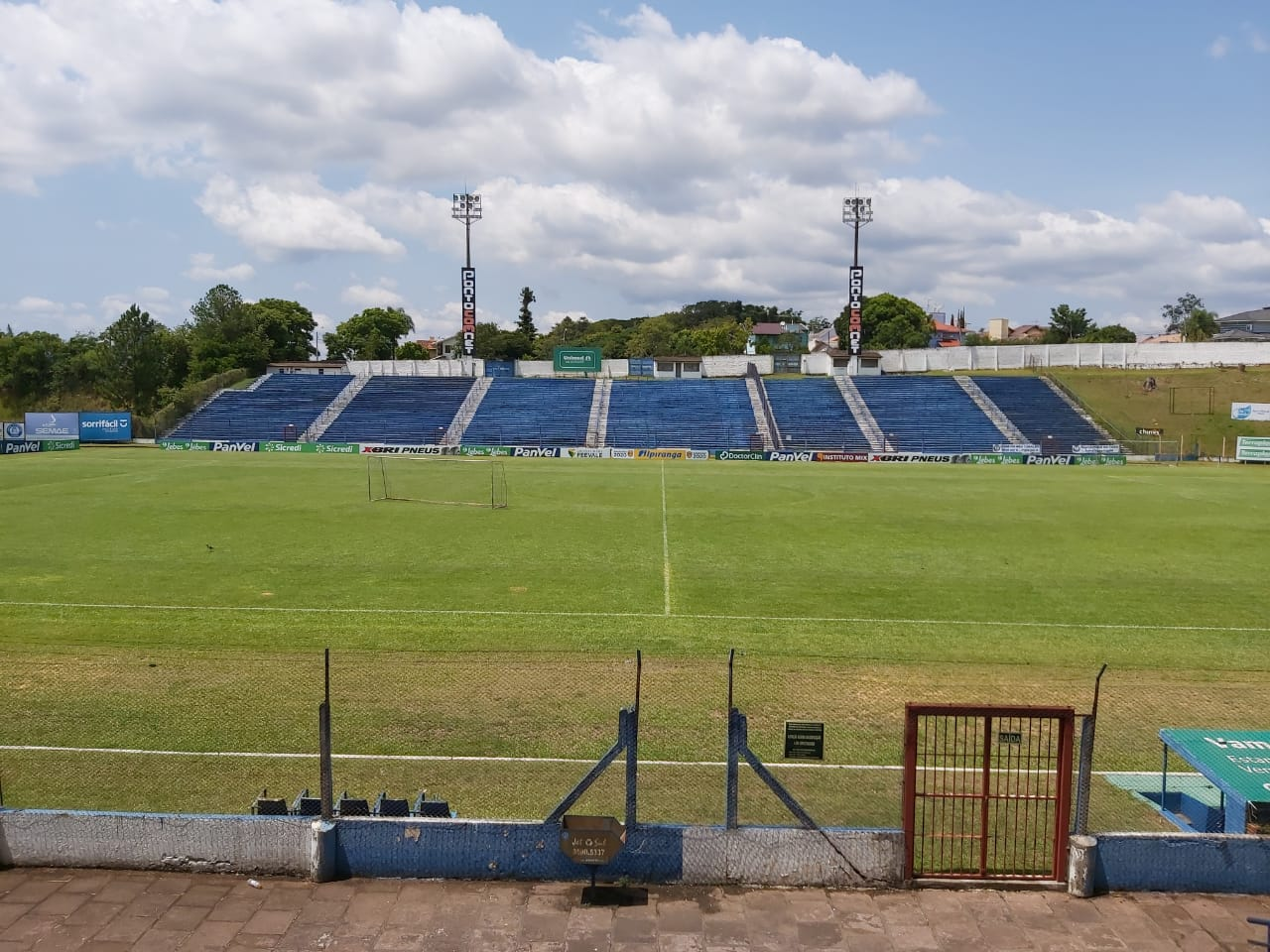
Cristo-Rei
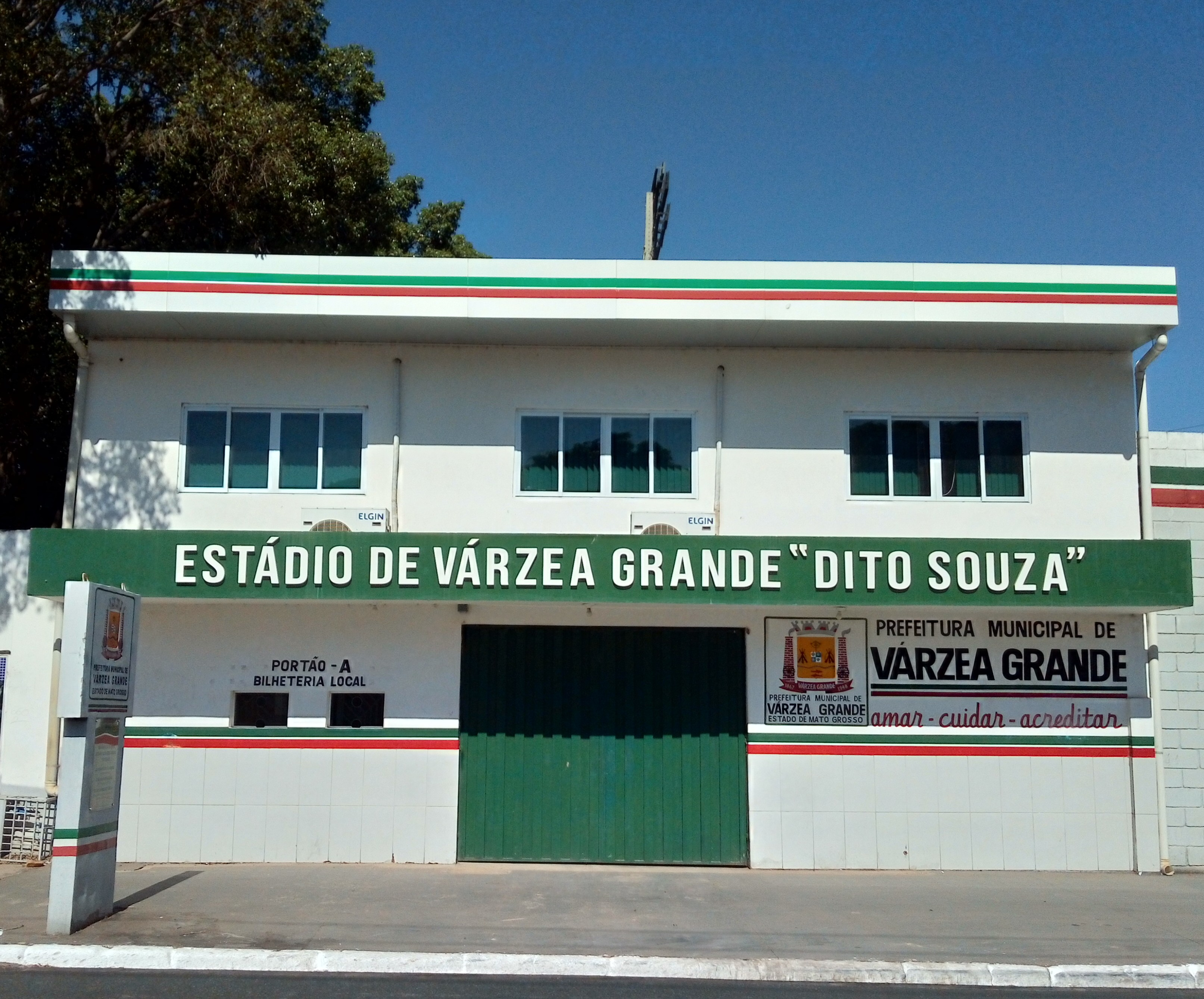
Dito Souza
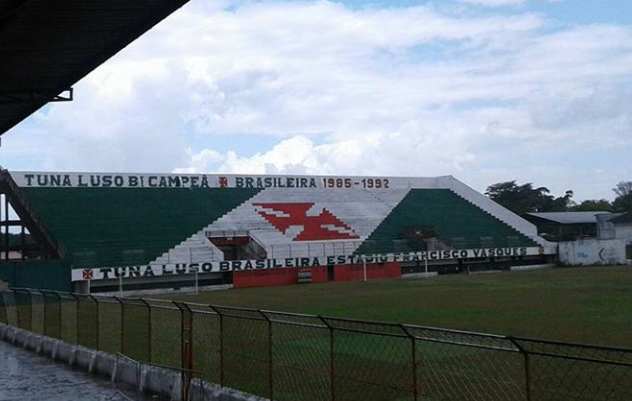
Estádio do Souza
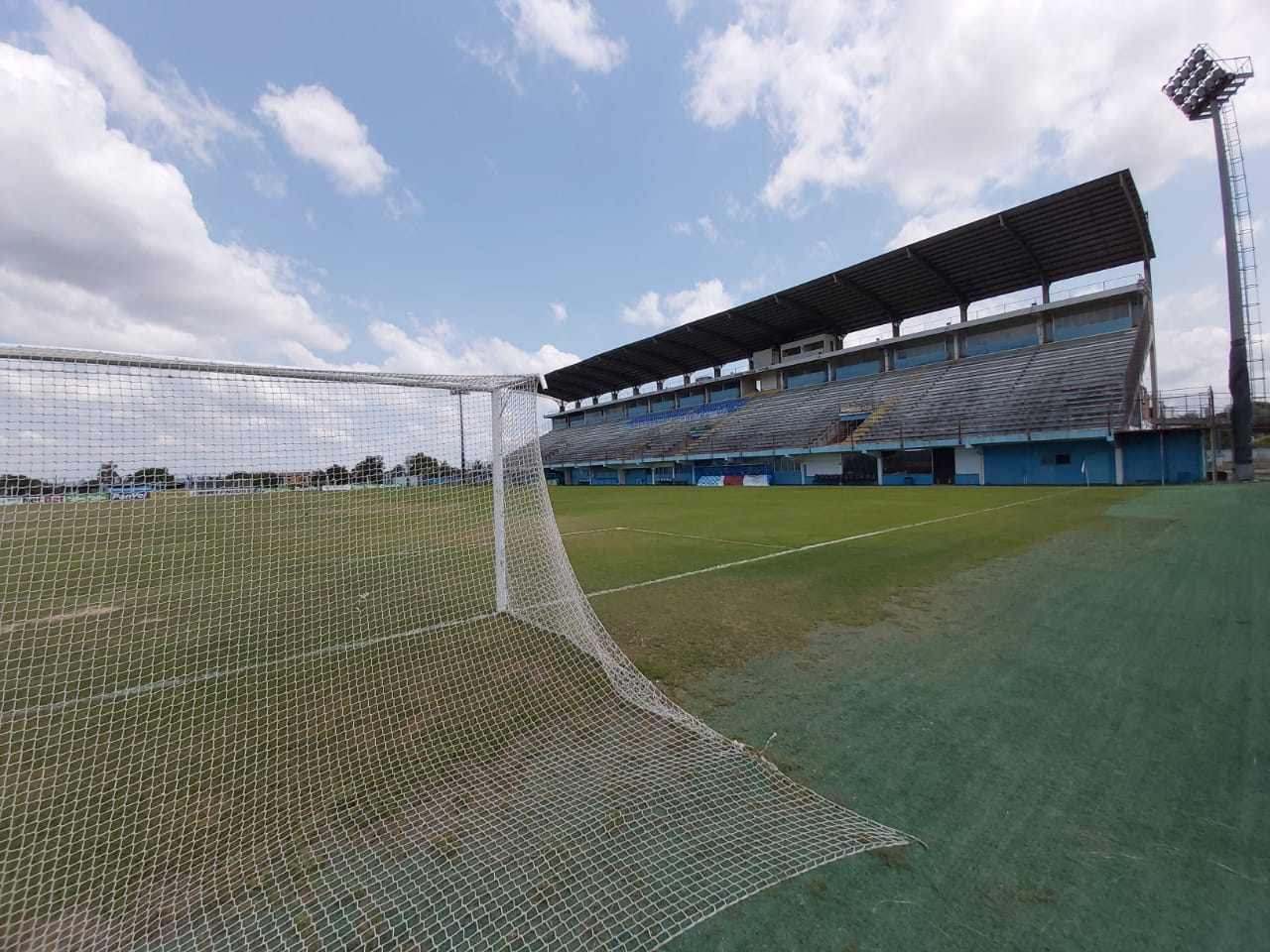
Estádio do Vale
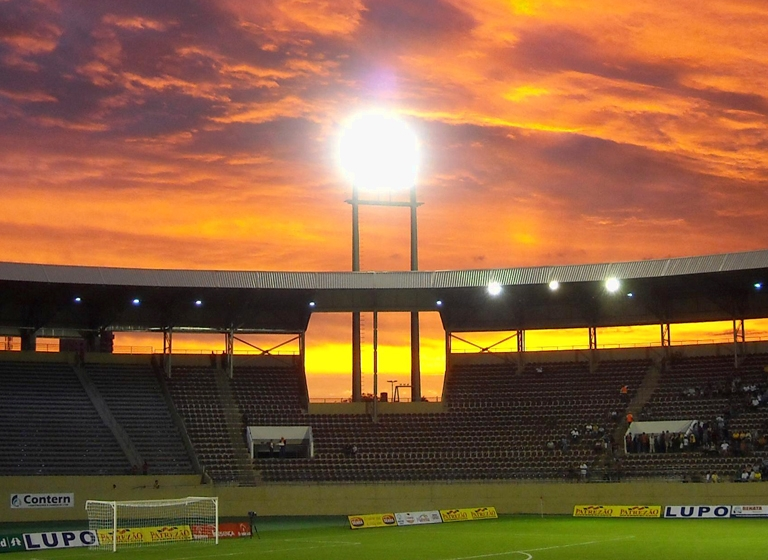
Fonte Luminosa
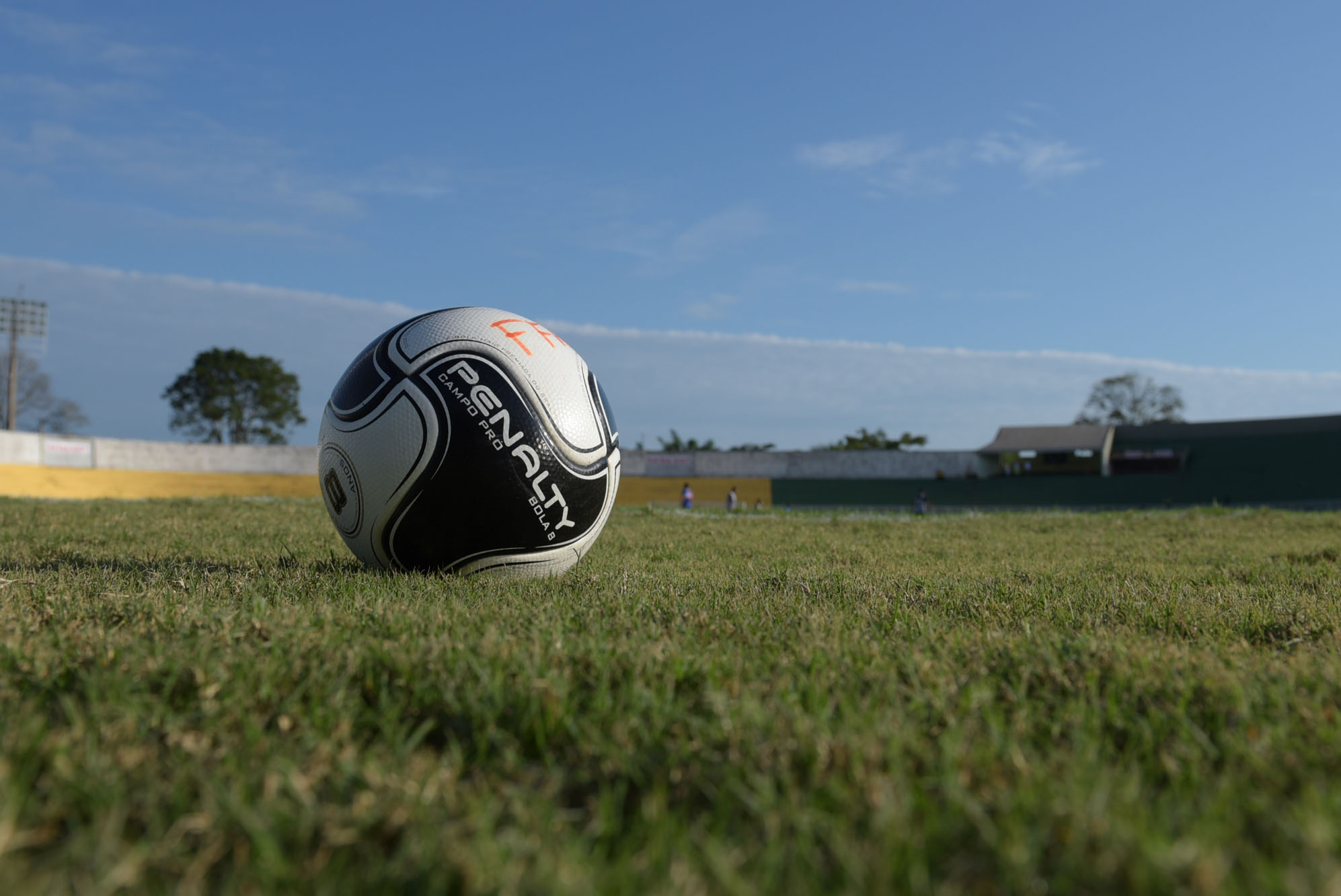
Florestão
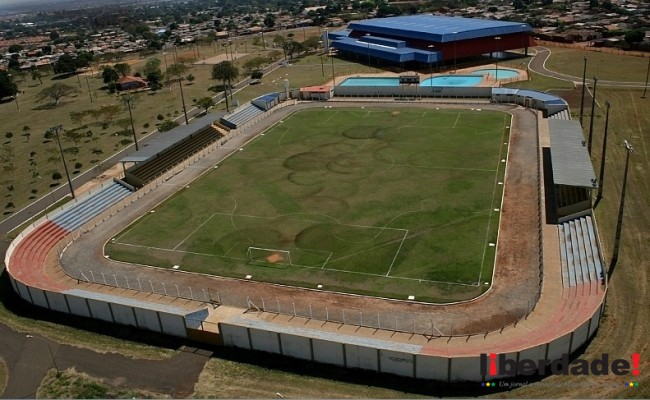
Jacques da Luz
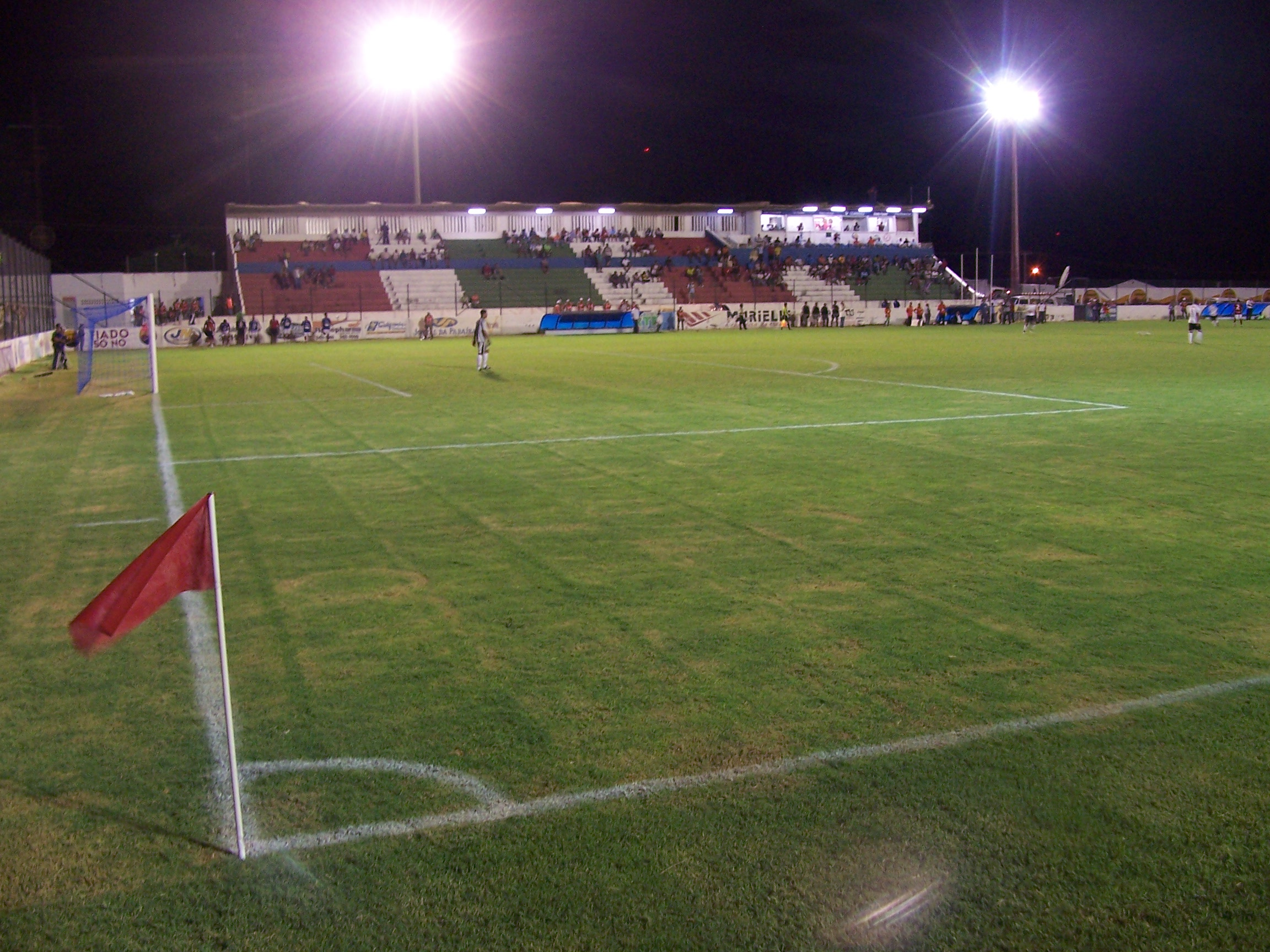
José Cavalcanti
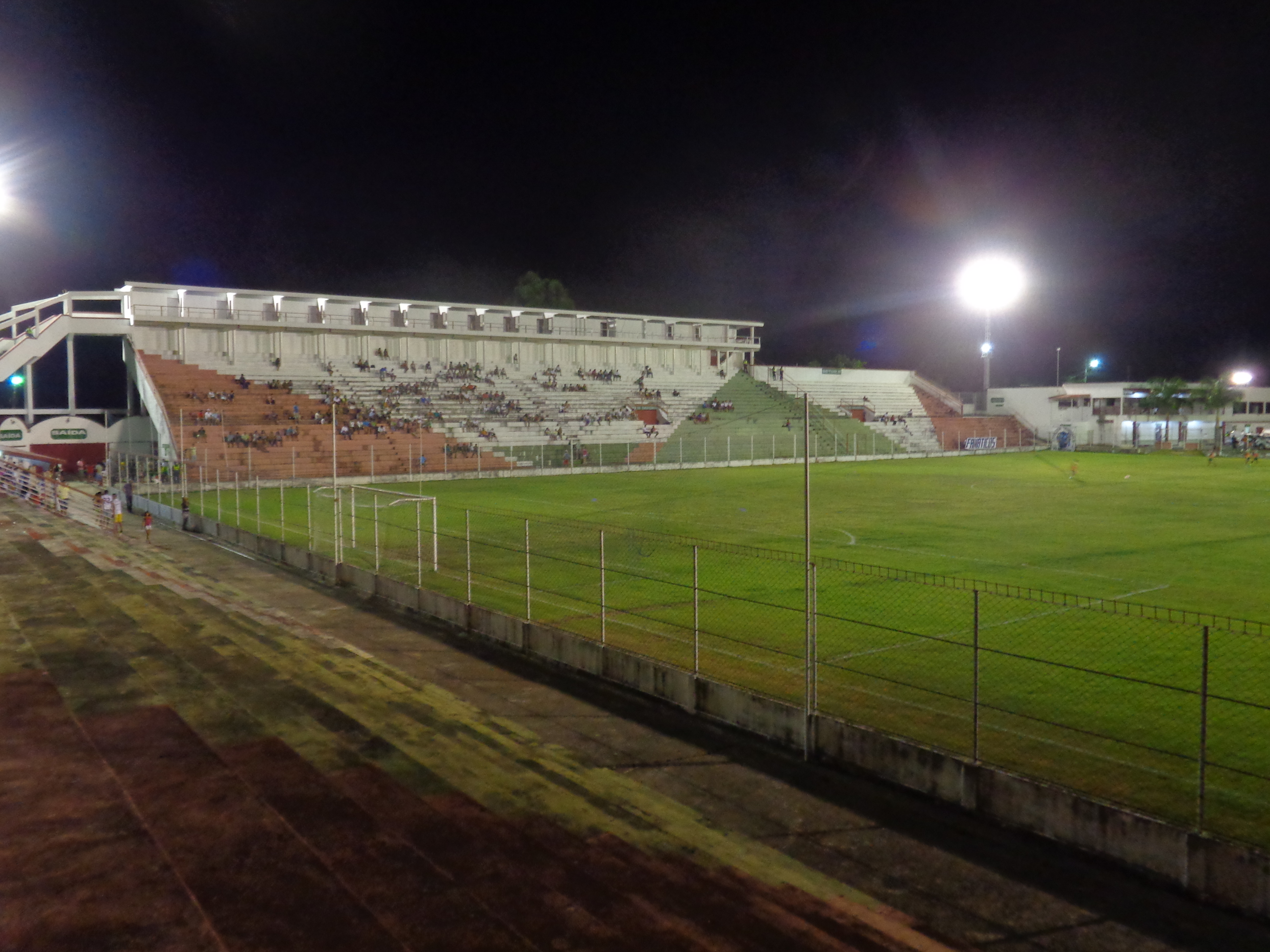
José Olímpio da Rocha
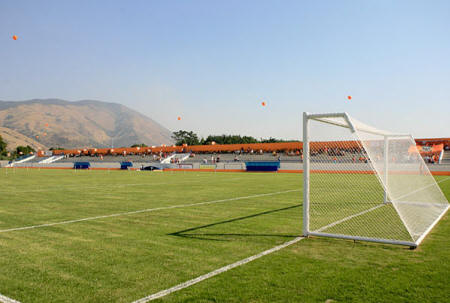
Laranjão
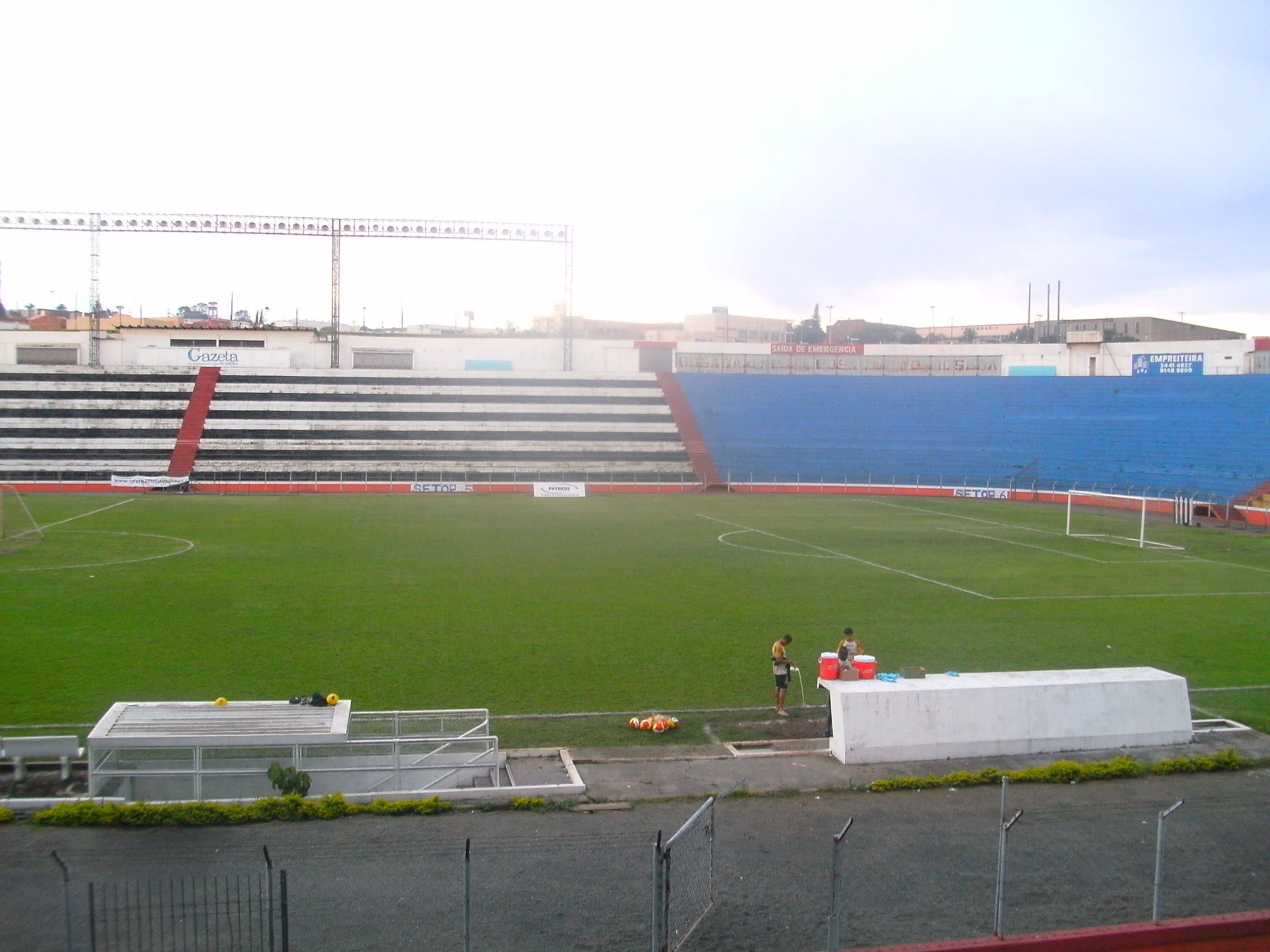
Limeirão
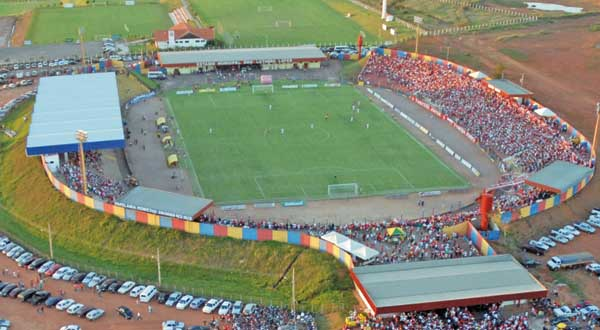
Luthero Lopes
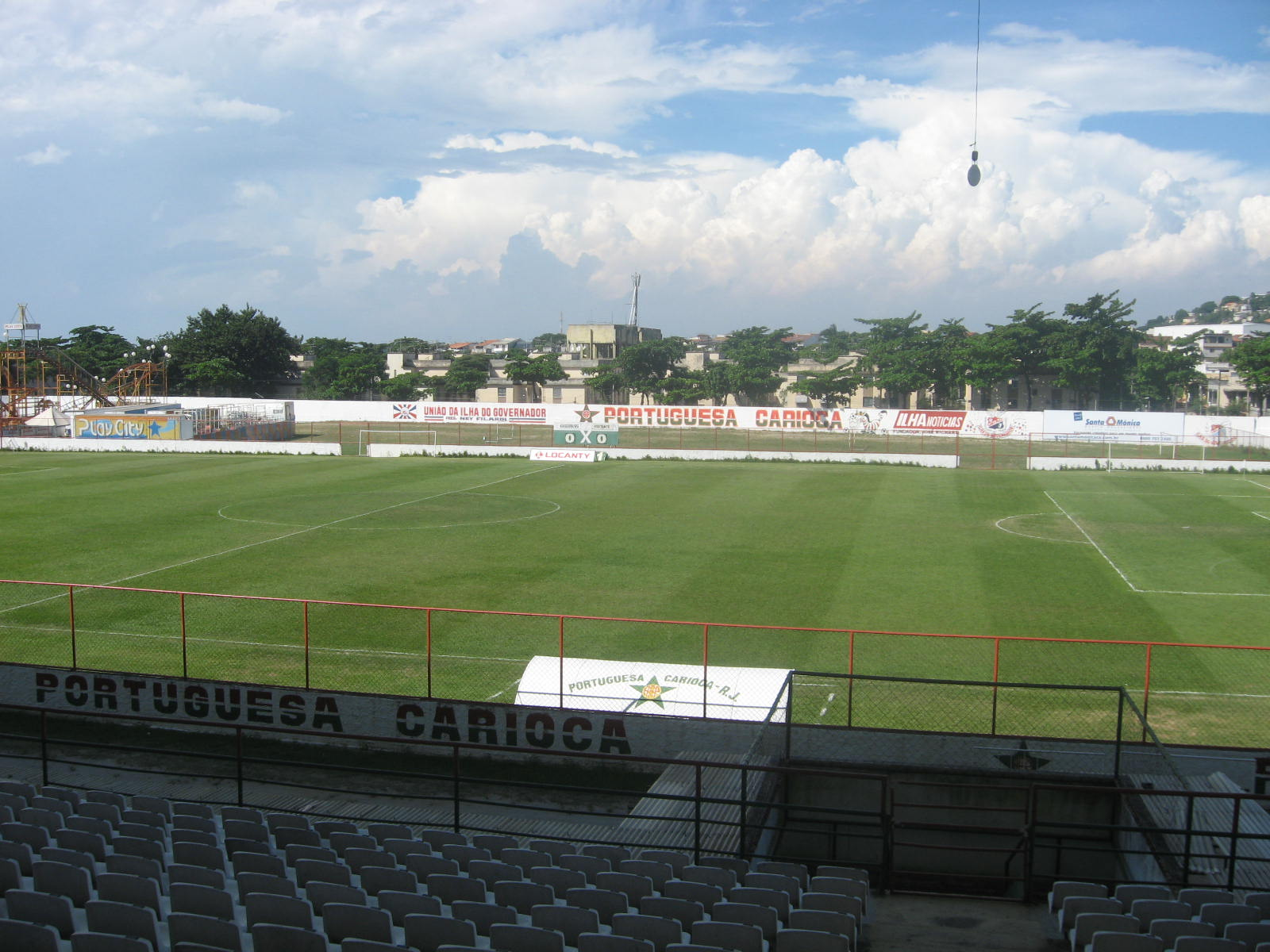
Luso Brasileiro
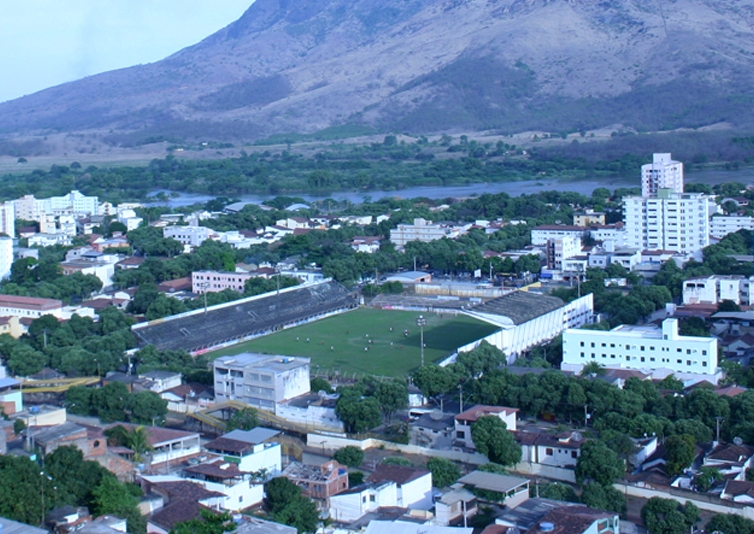
Mamudão
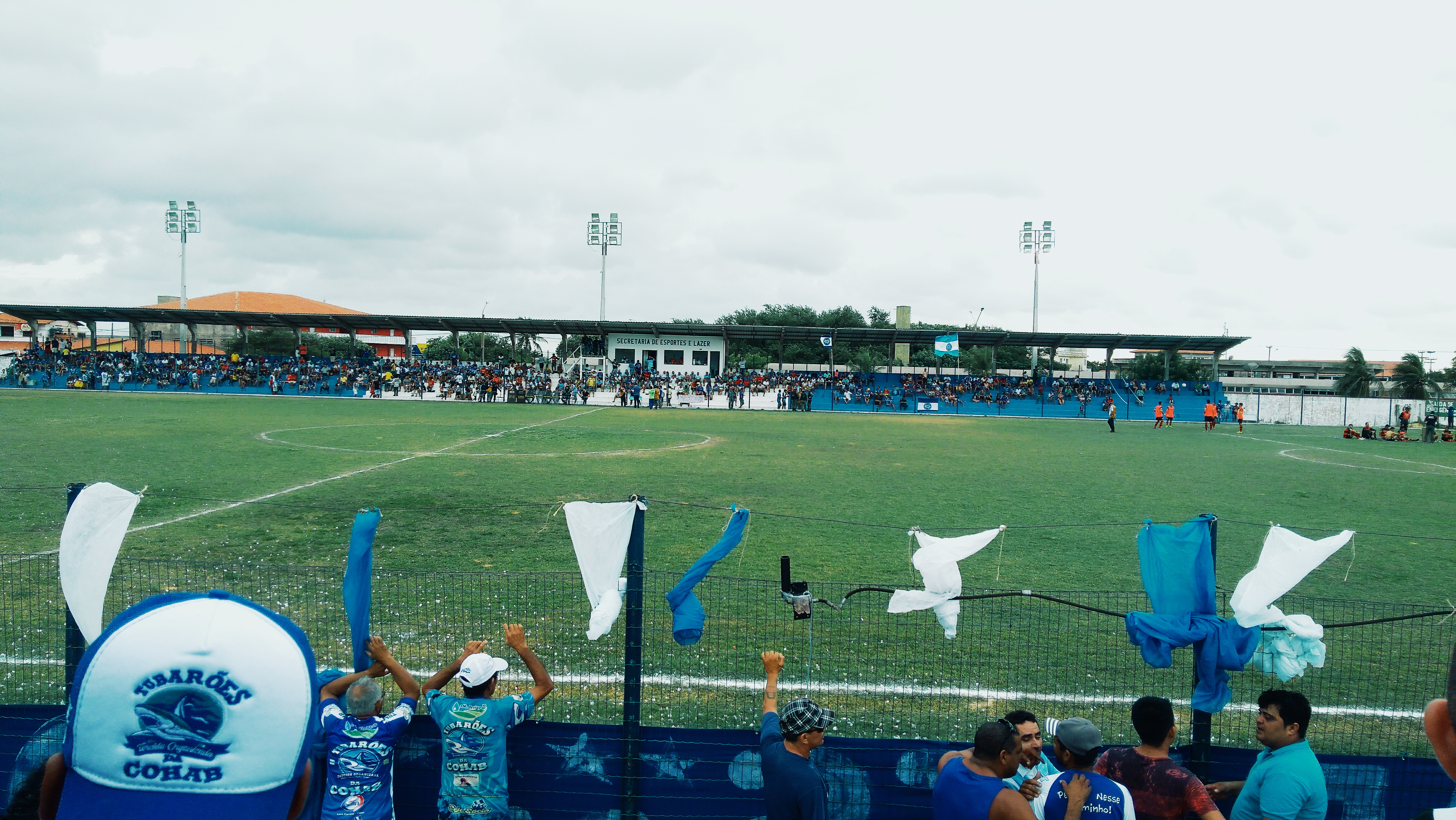
Mão Santa
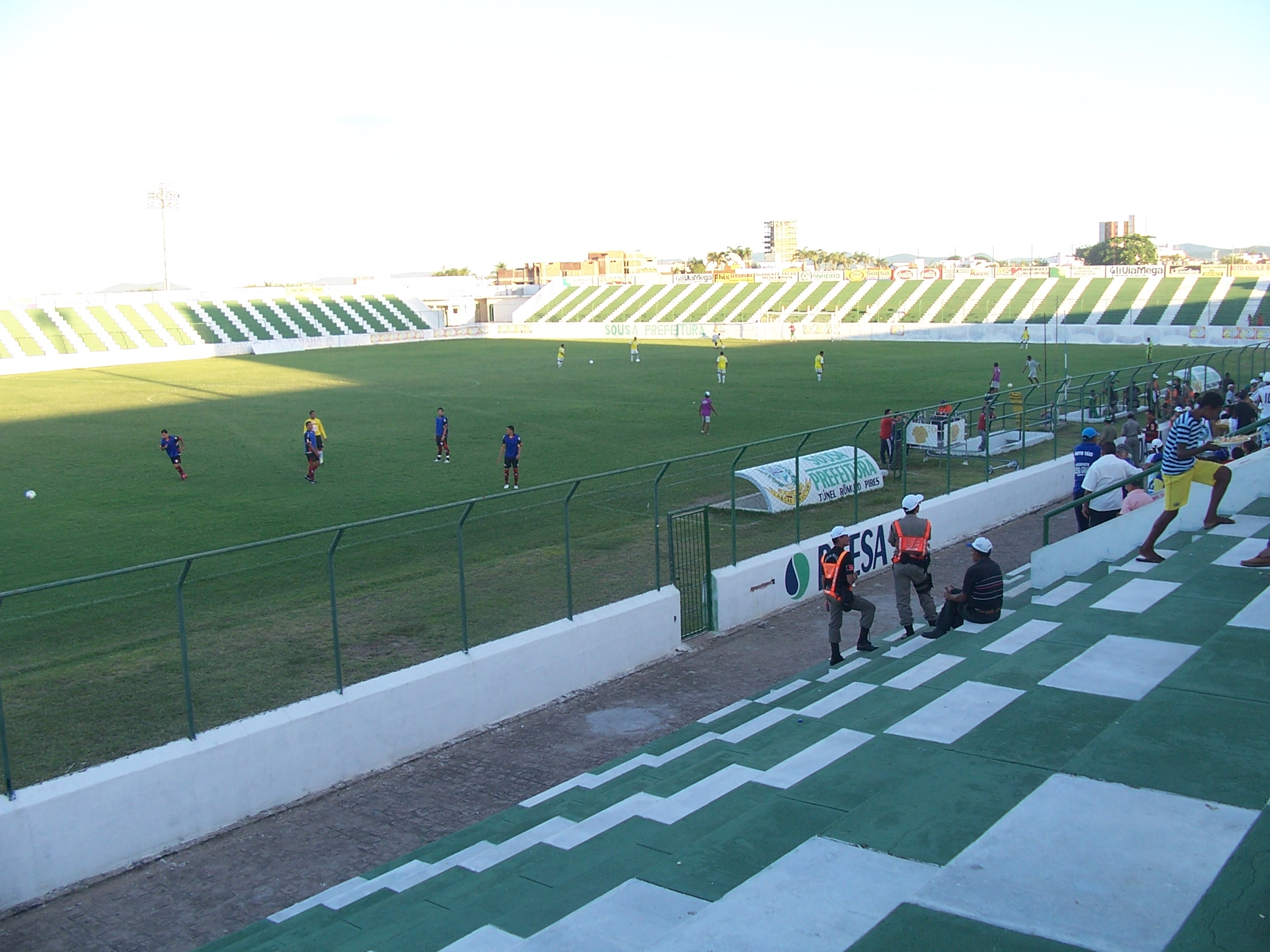
Marizão
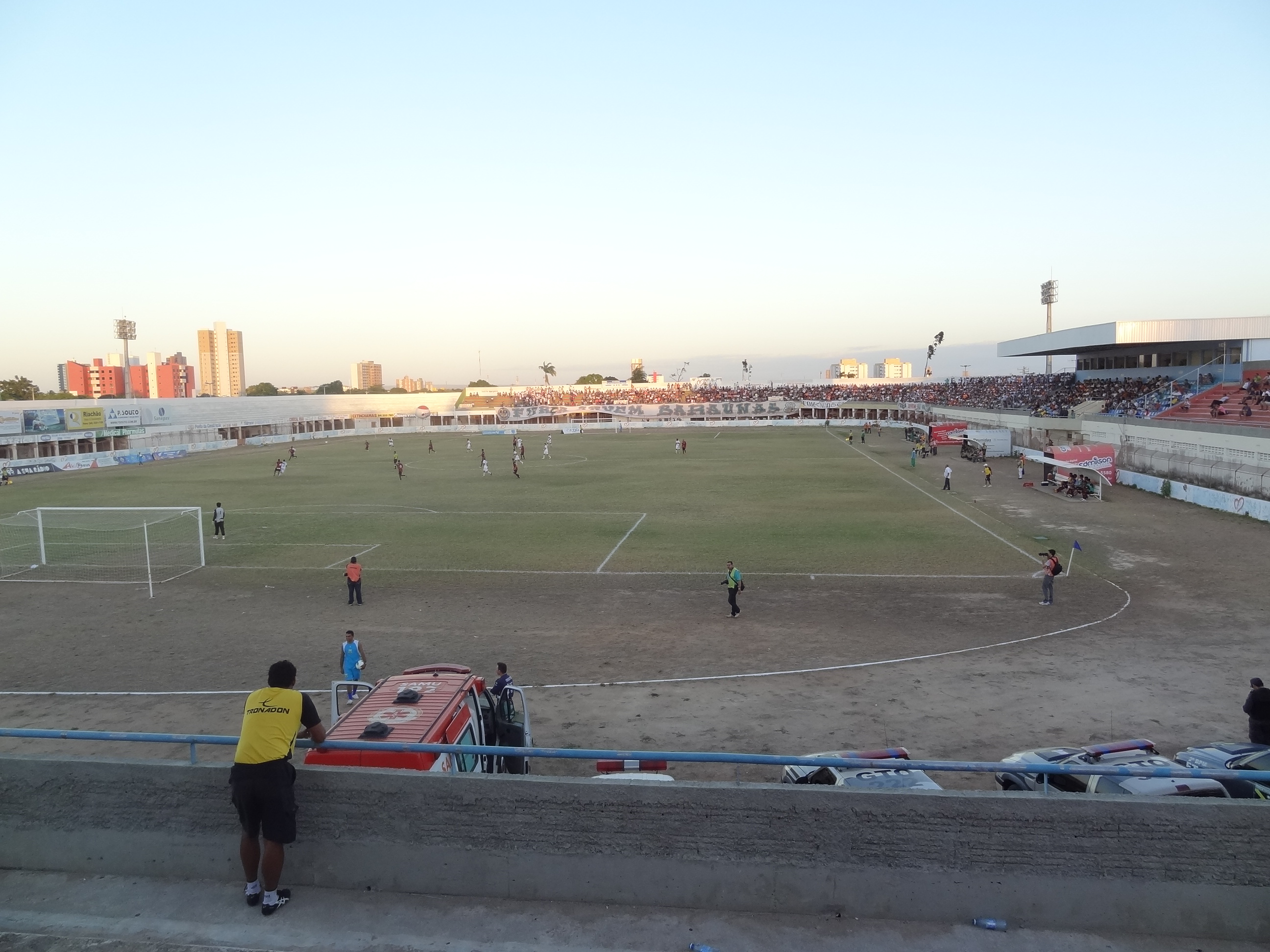
Nogueirão
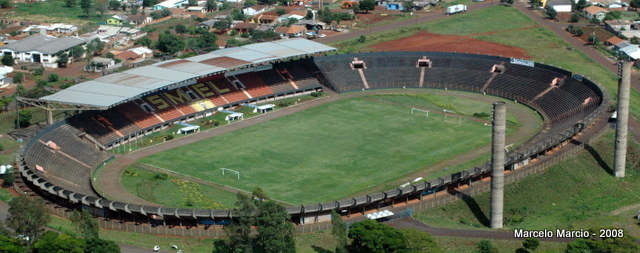
Olímpico Regional
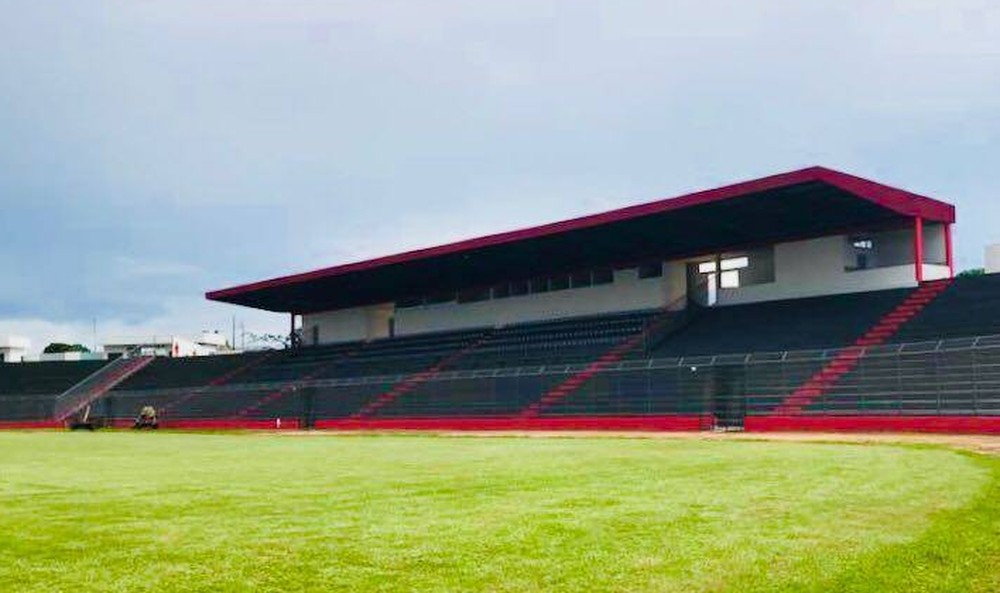
Pedro Alves do Nascimento
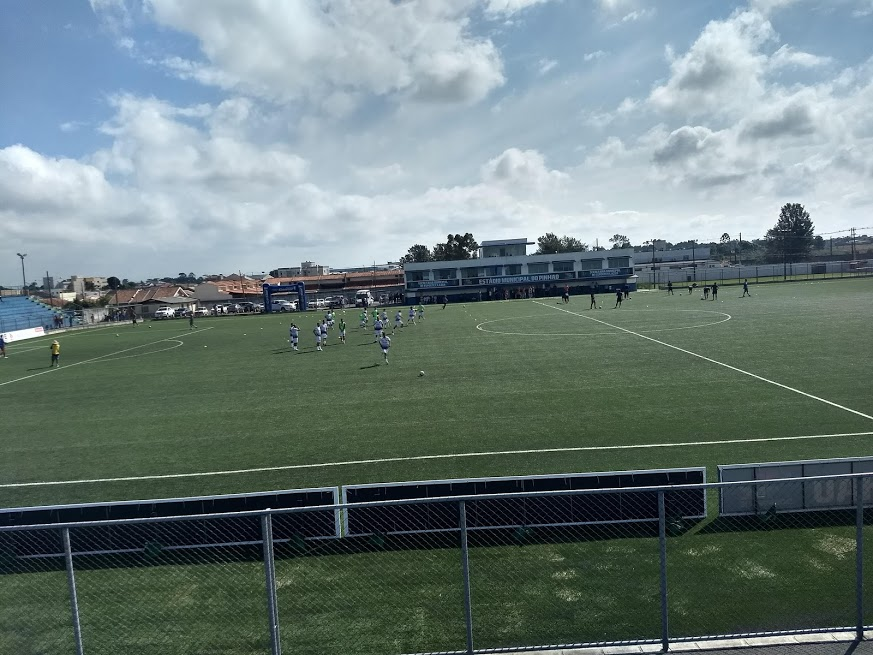
Pinhão
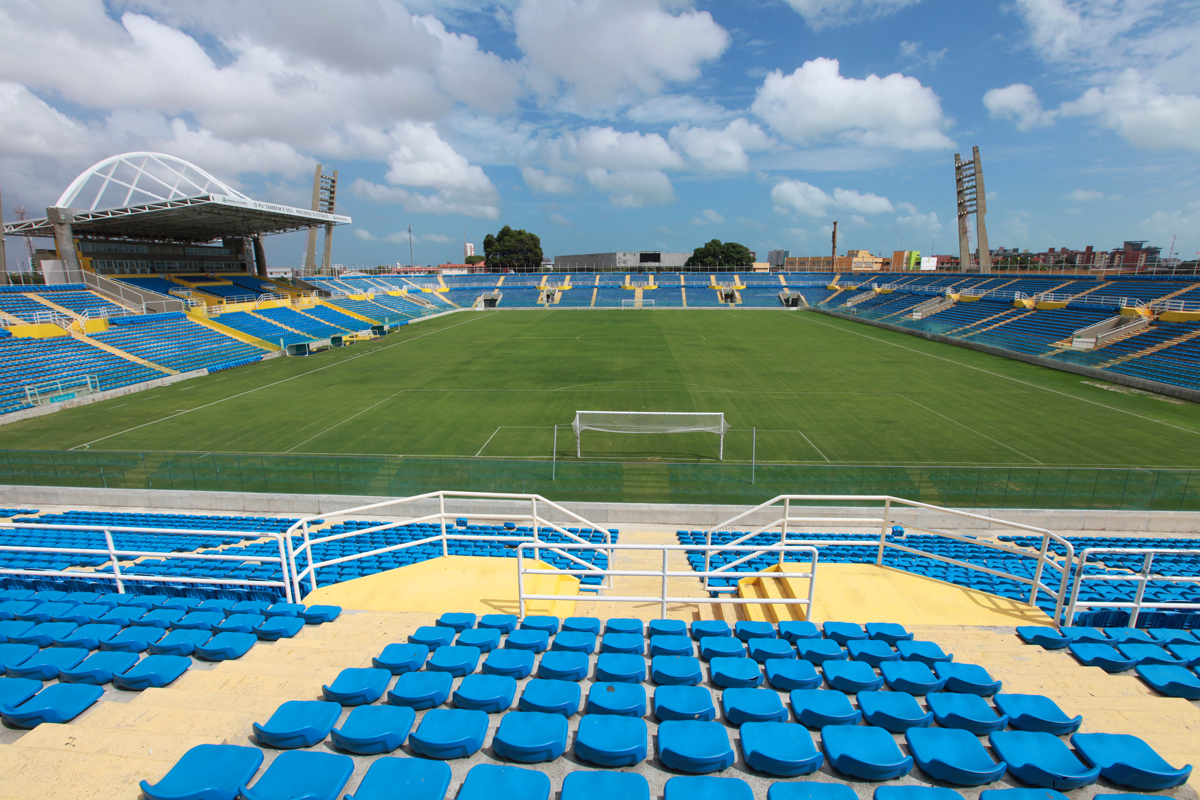
Presidente Vargas
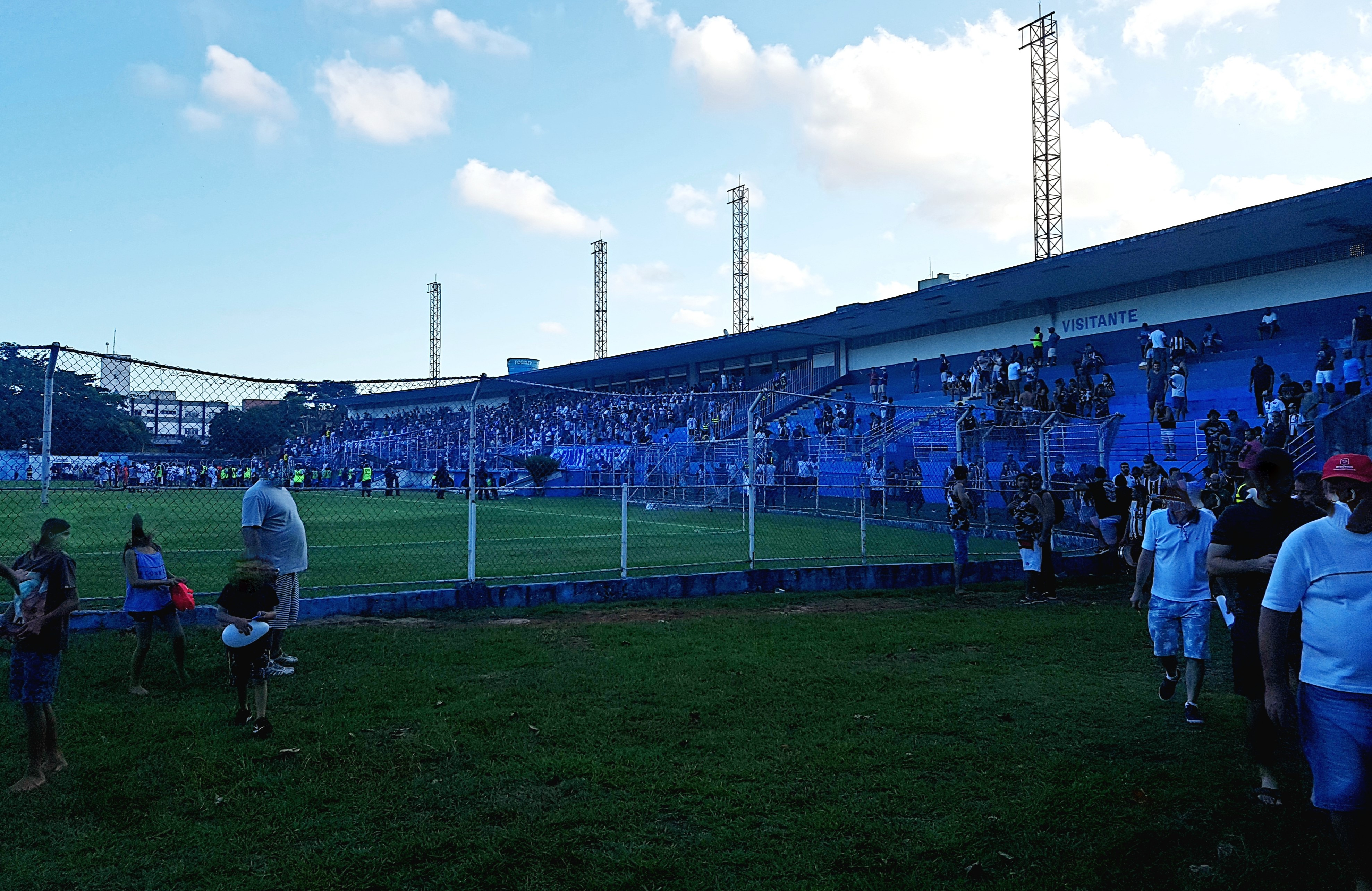
Salvador Costa
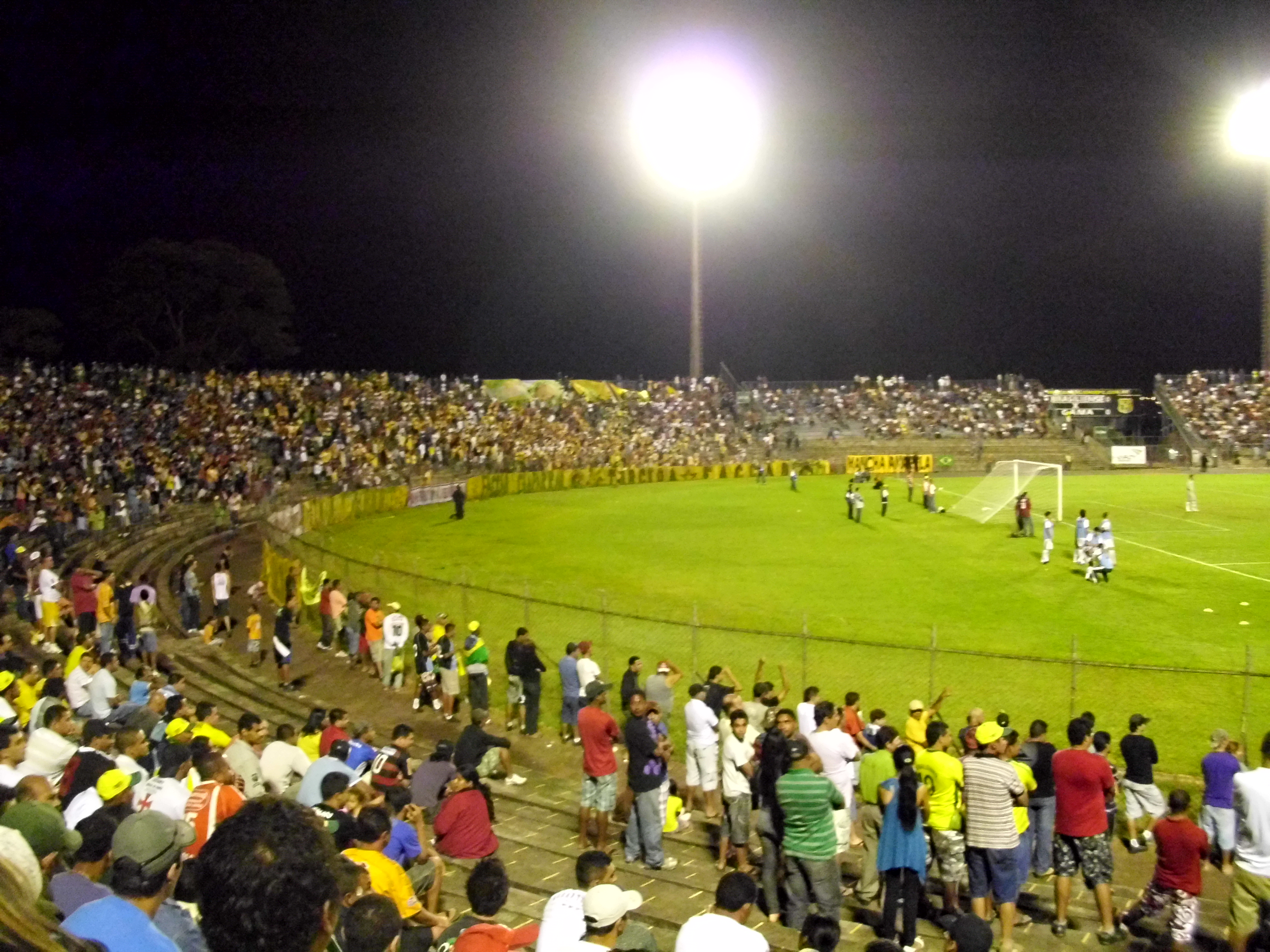
Serejão
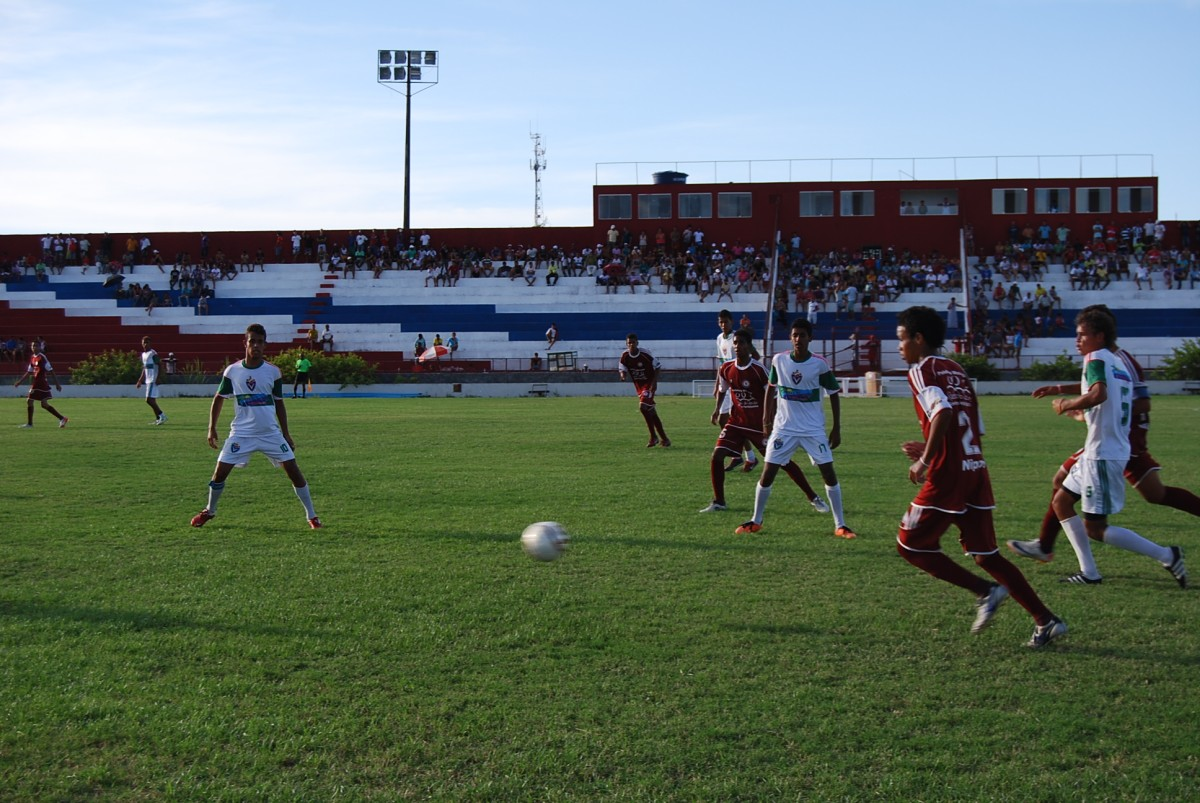
Valfredão
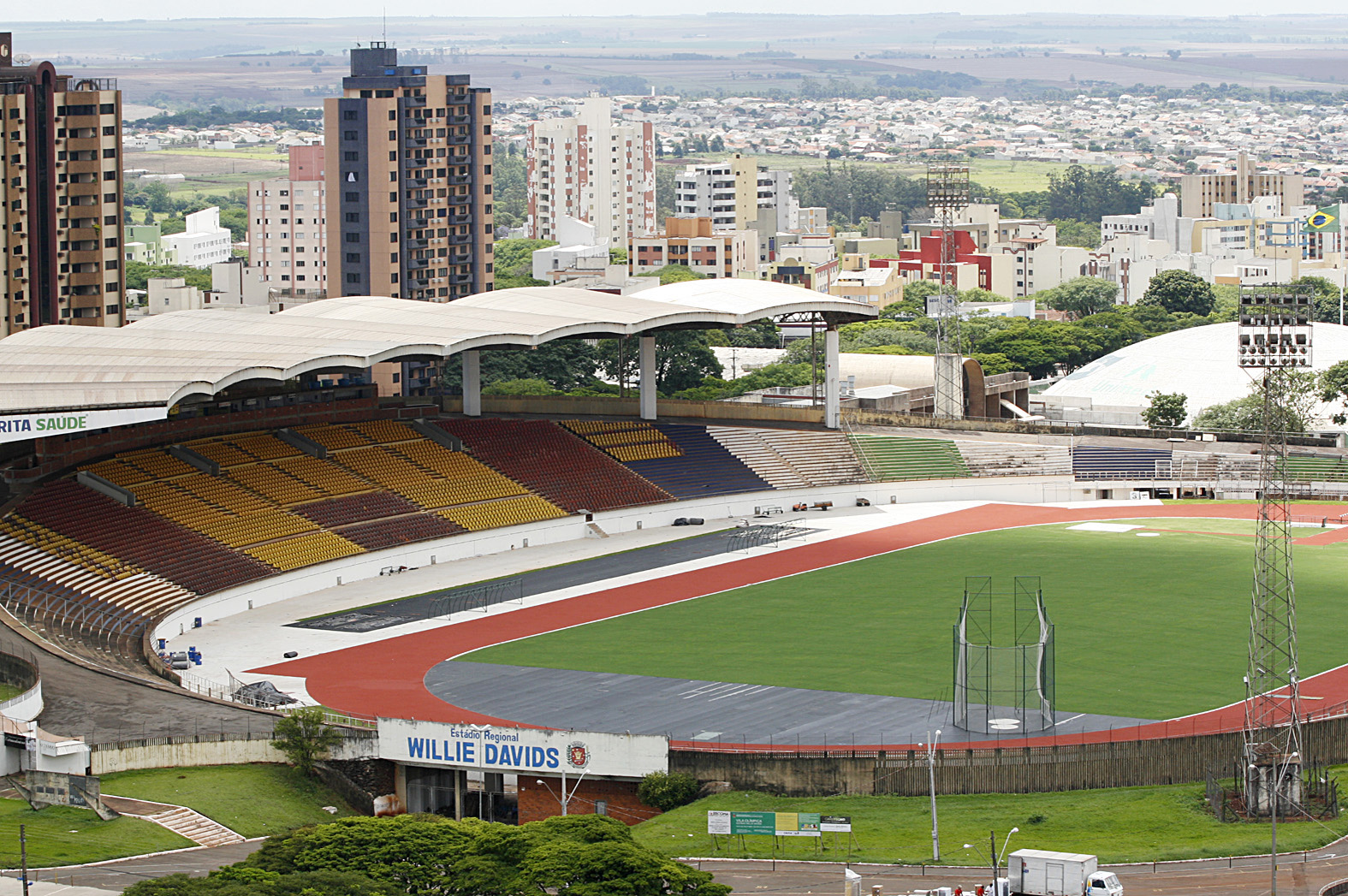
Willie Davids
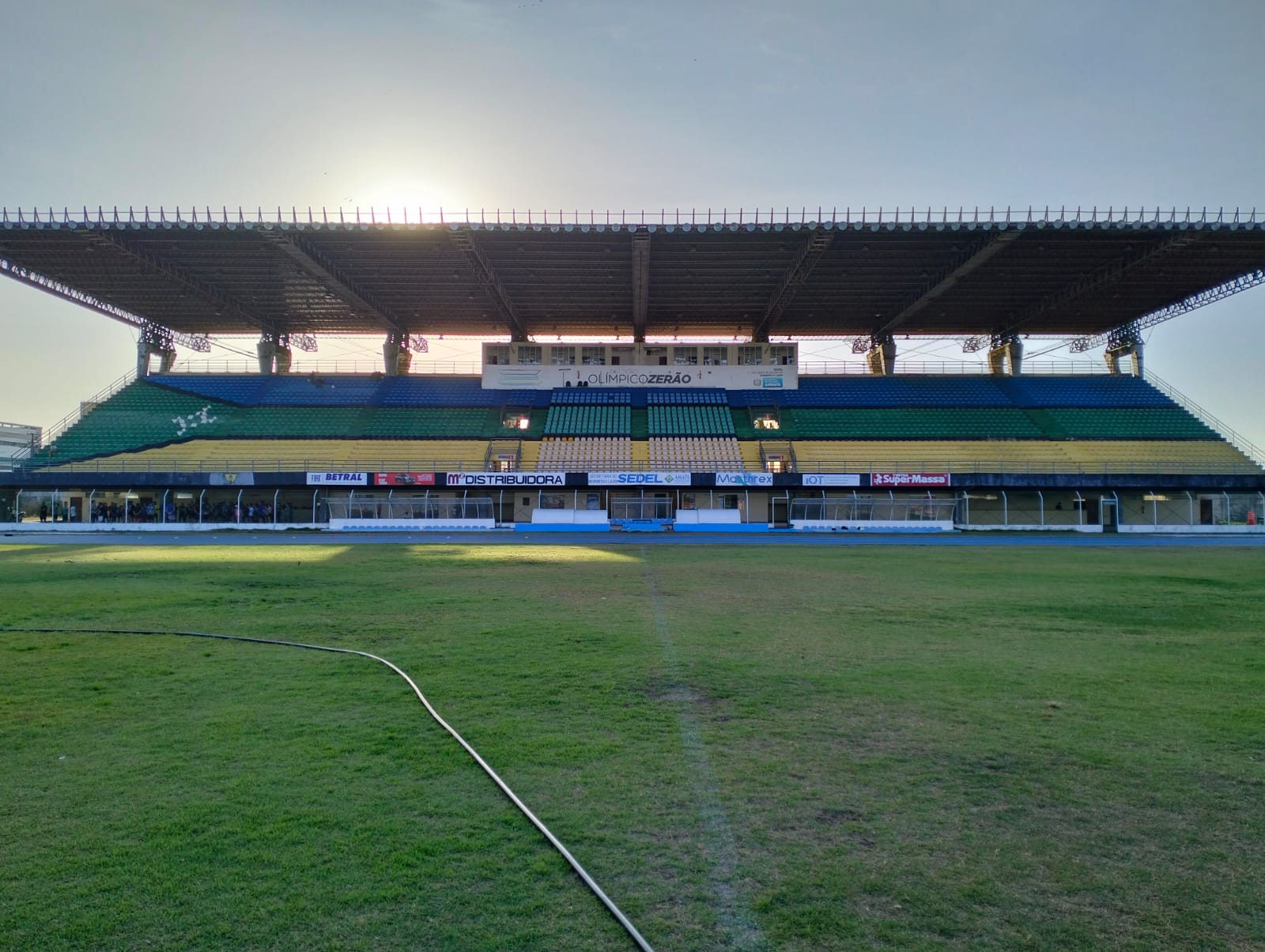
Zerão
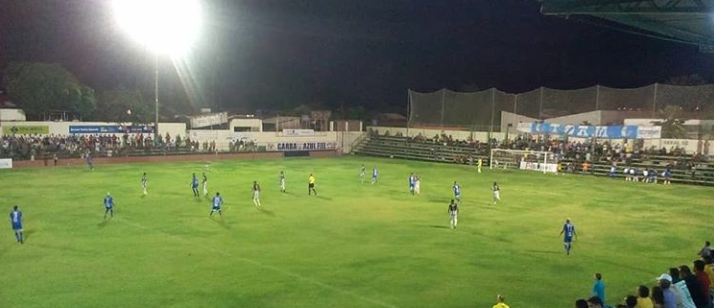
Zinho de Oliveira

### Outros estádios
Além dos estádios de mando usual, outros estádios foram utilizados devido a punições de perda de mando de campo impostas pelo Superior Tribunal de Justiça Desportiva ou por conta de problemas de interdição dos estádios usuais ou simplesmente por opção dos clubes em mandar seus jogos em outros locais, geralmente buscando uma melhor renda.

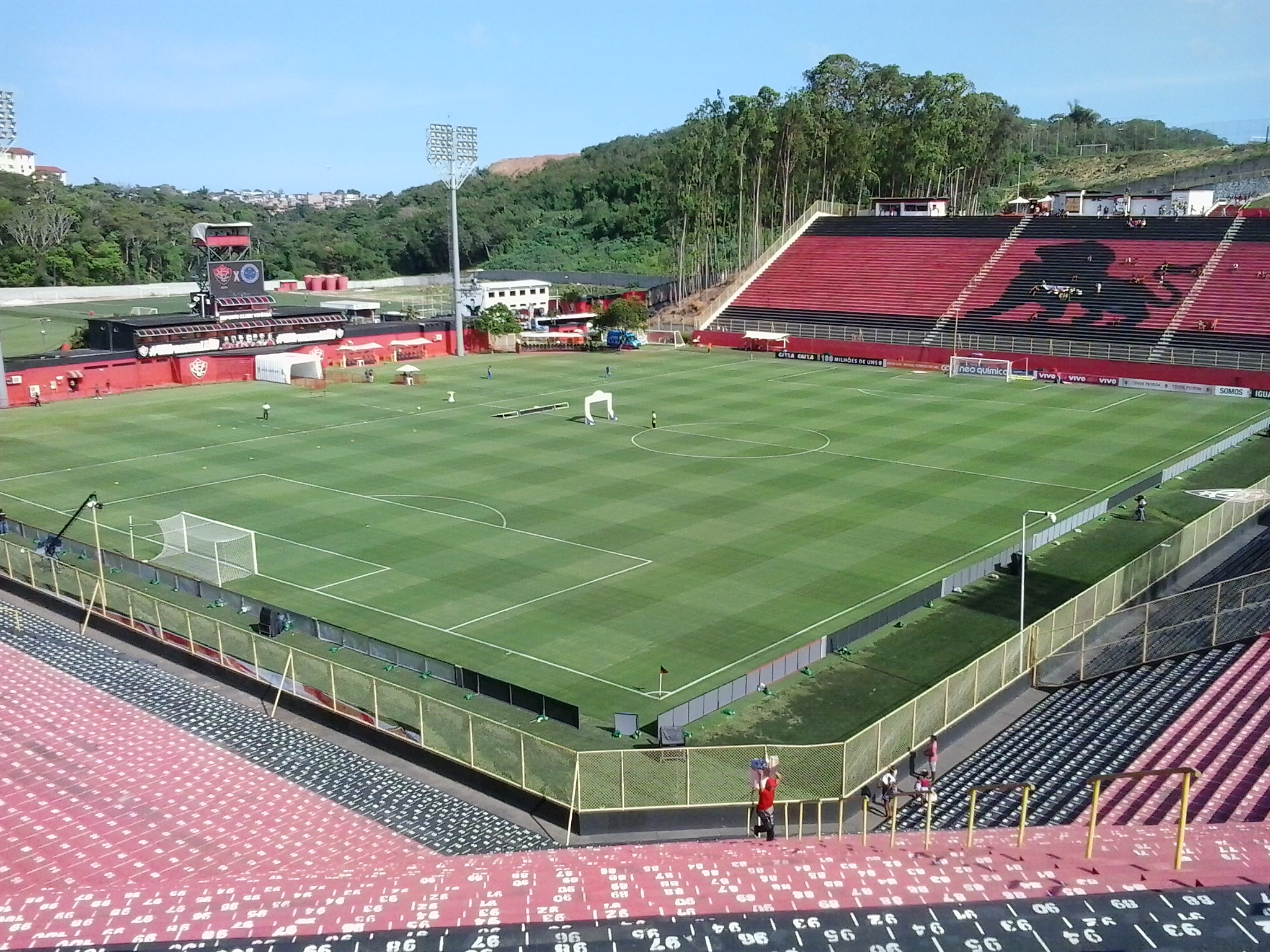
Barradão (Salvador)
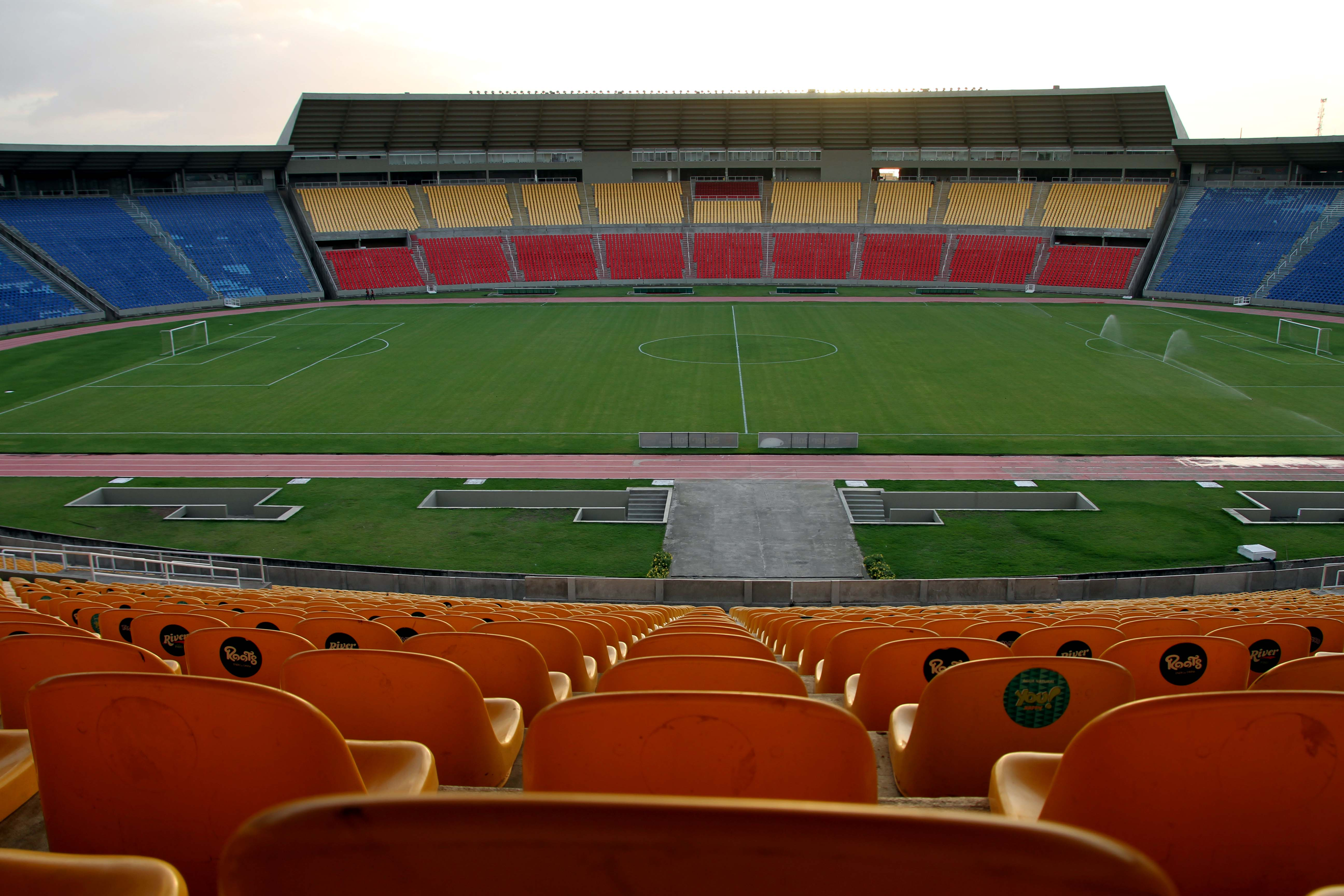
Castelão (São Luís)
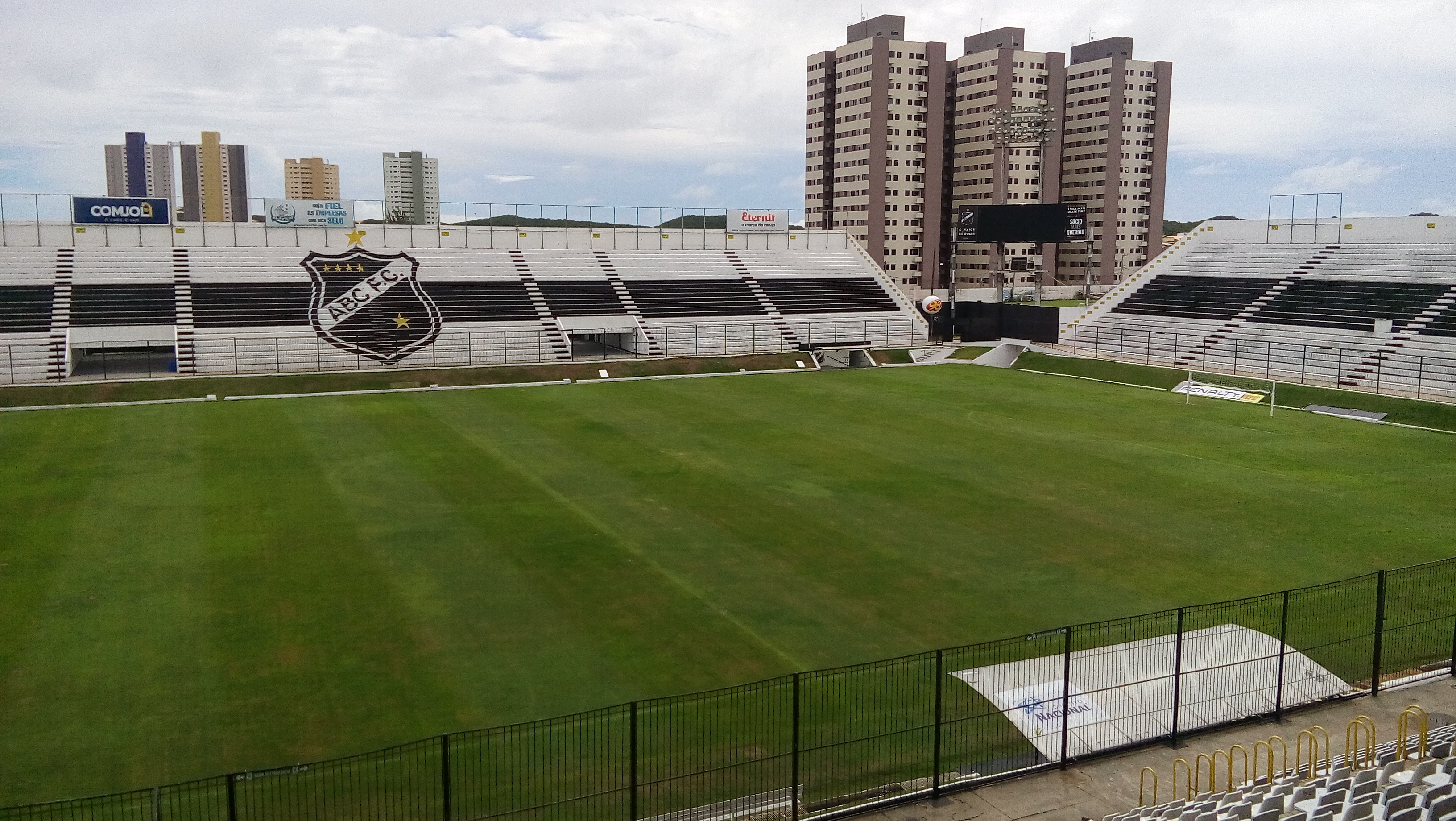
Frasqueirão (Natal)
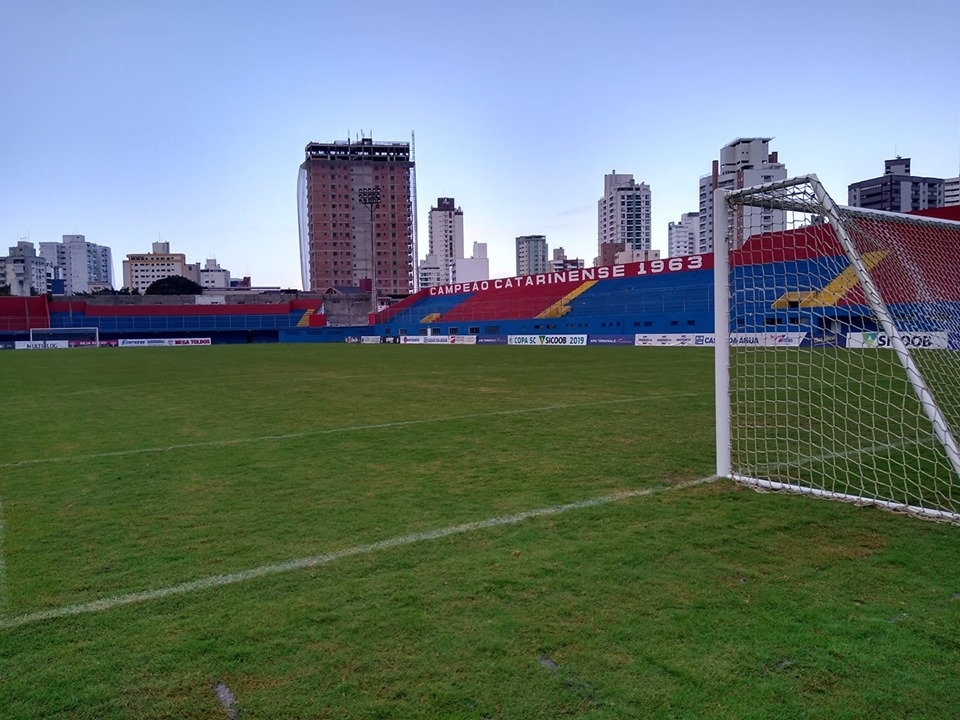
Gigantão das Avenidas (Itajaí)
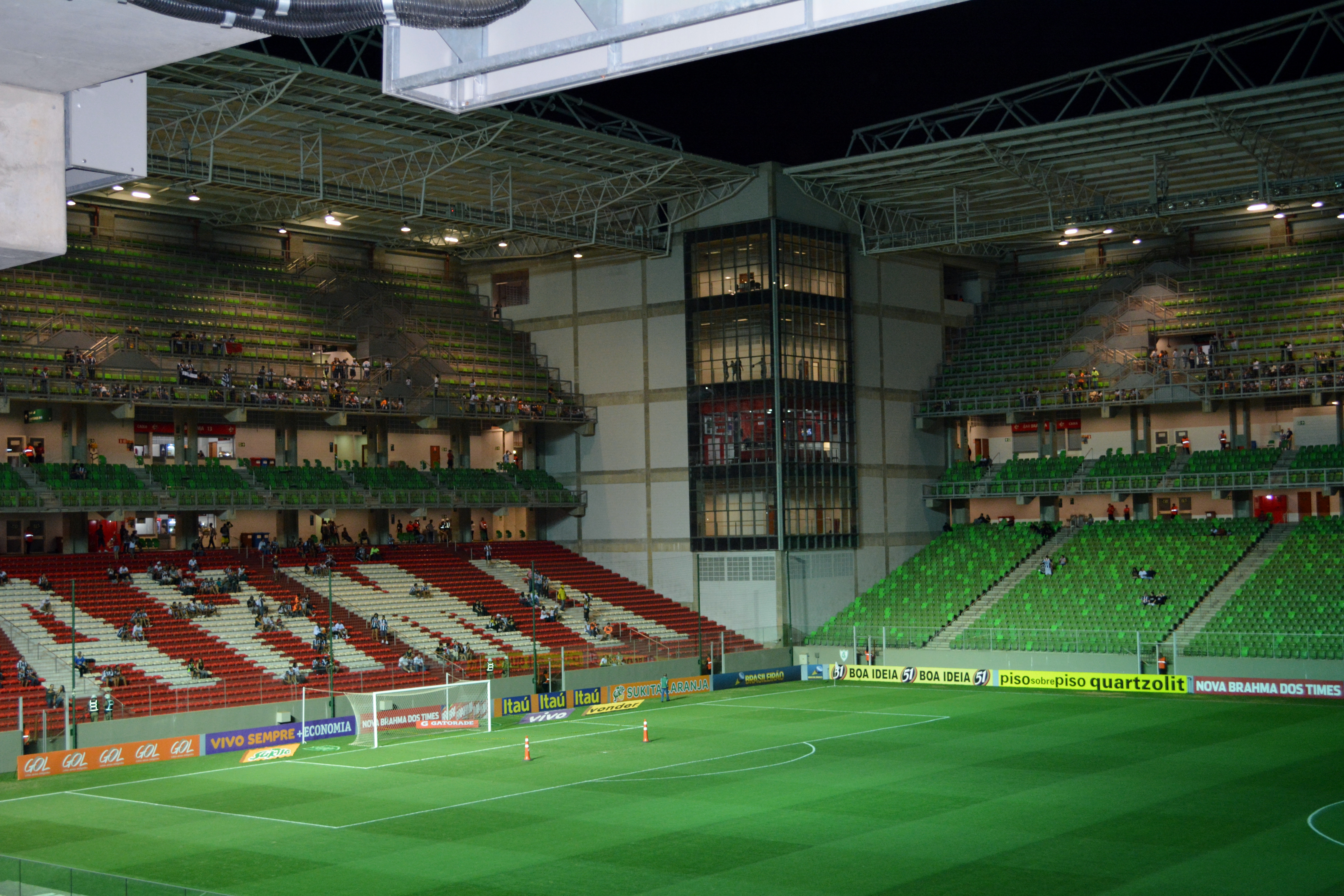
Independência (Belo Horizonte)
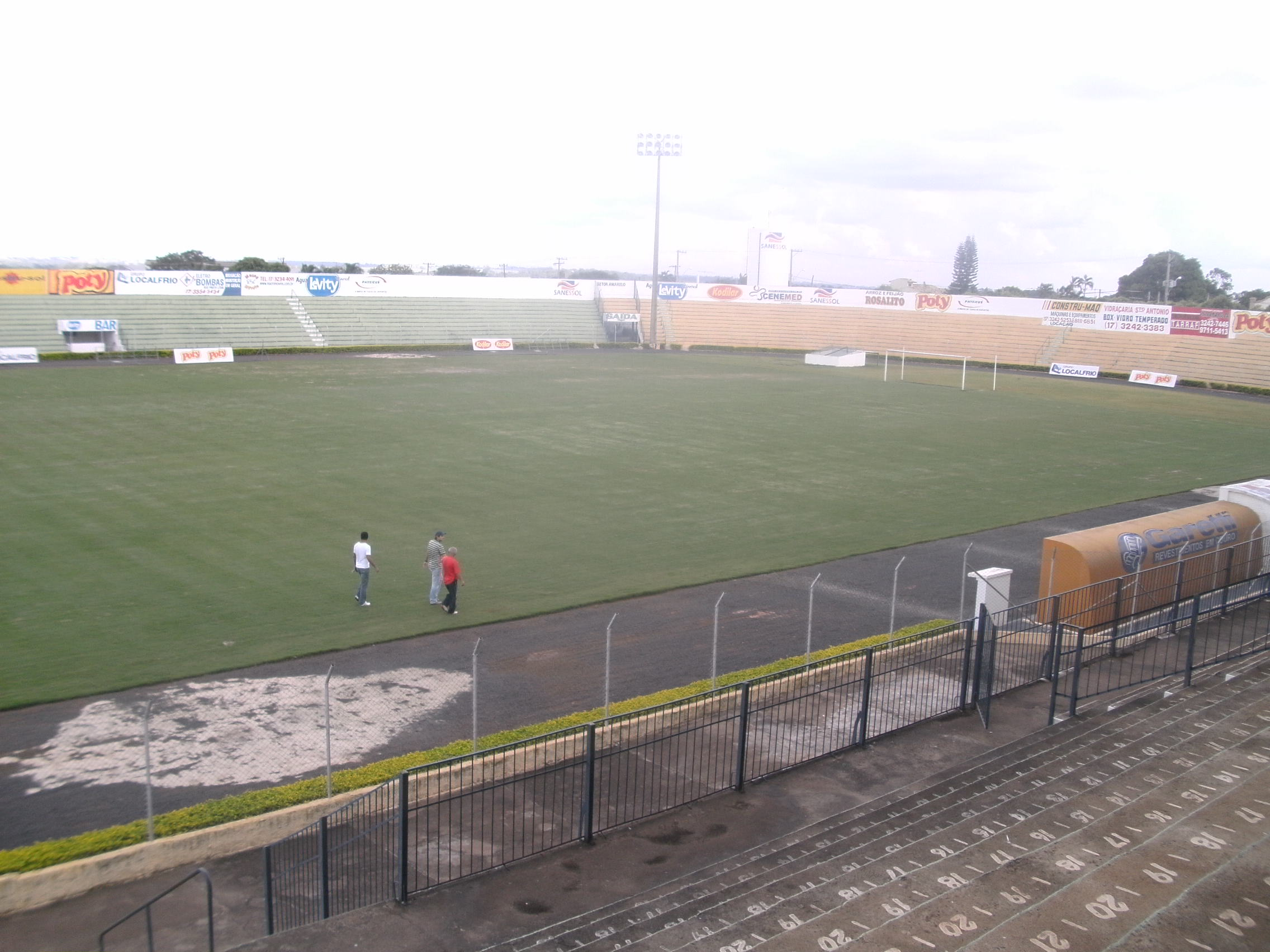
Maião (Mirassol)
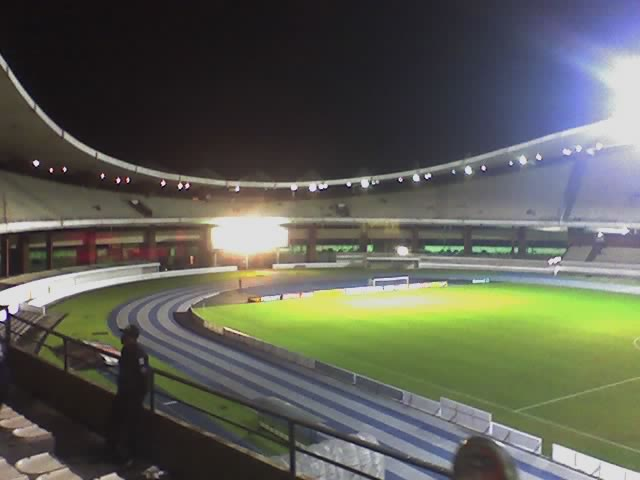
Mangueirão (Belém)
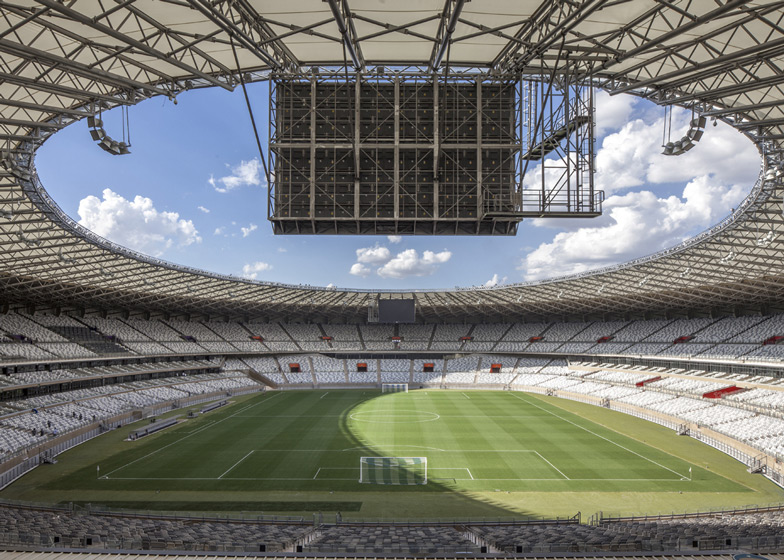
Mineirão (Belo Horizonte)
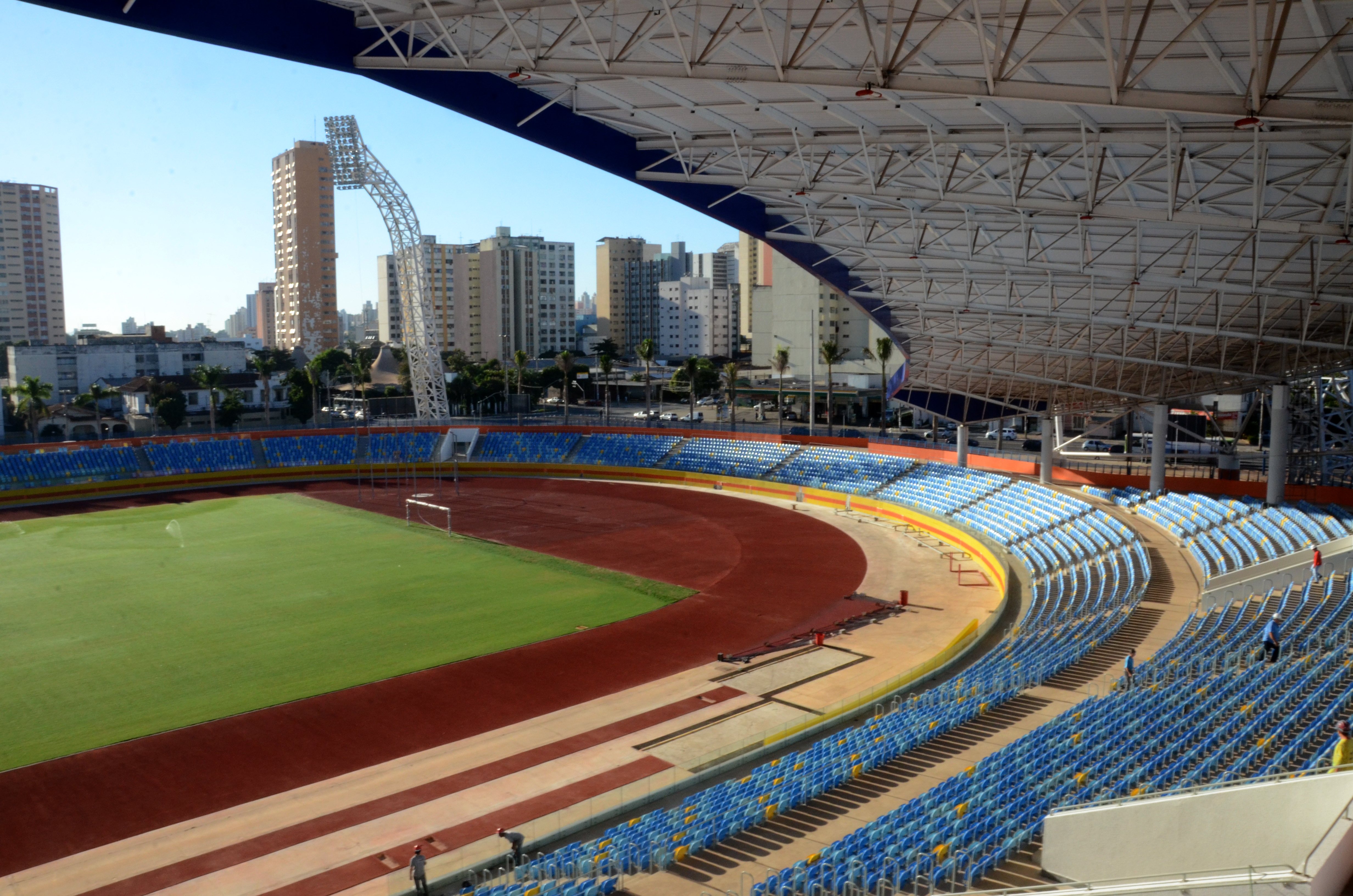
Olímpico (Goiânia)

Ainda foi utilizado o Sotero Zarate (Sidrolândia).

## Transmissão televisiva
Em abril de 2023, a InStat TV (posteriormente InSports TV) alegou "obstáculos insuperáveis" e desistiu de transmitir a competição, que inicialmente ficou sem exibição em nenhuma emissora ou plataforma. Em maio, a CBF fechou um acordo com a plataforma de streaming F.Sports TV, que também negociou a cessão gratuita da transmissão dos jogos para a TV Brasil. Em junho, o BandSports também adquiriu os direitos de exibir a competição.

## Primeira fase
No dia 3 de março, a Confederação Brasileira de Futebol (CBF) divulgou a tabela desta edição após um conselho técnico virtual.

### Grupo A1
| Pos | Equipe               | Pts | J  | V | E | D  | GP | GC | SG  | Classificado |     | NAM | TUN | AGM | PRI | SRR | HUM | SFR | TRM |
| --- | -------------------- | --- | -- | - | - | -- | -- | -- | --- | ------------ | --- | --- | --- | --- | --- | --- | --- | --- | --- |
| 1   | Nacional-AM          | 30  | 14 | 9 | 3 | 2  | 22 | 7  | +15 | Próxima fase |     | —   | 2–1 | 0–0 | 1–0 | 3–0 | 3–1 | 2–0 | 2–0 |
| 2   | Tuna Luso            | 28  | 14 | 8 | 4 | 2  | 21 | 10 | +11 | Próxima fase |     | 2–1 | —   | 0–0 | 1–0 | 4–1 | 2–0 | 2–0 | 1–0 |
| 3   | Águia de Marabá      | 24  | 14 | 6 | 6 | 2  | 18 | 8  | +10 | Próxima fase |     | 1–1 | 1–3 | —   | 3–0 | 6–1 | 2–0 | 2–0 | 0–0 |
| 4   | Princesa do Solimões | 19  | 14 | 4 | 7 | 3  | 21 | 13 | +8  | Próxima fase |     | 1–1 | 1–1 | 0–0 | —   | 1–1 | 5–0 | 4–0 | 2–1 |
| 5   | São Raimundo-RR      | 18  | 14 | 5 | 3 | 6  | 24 | 24 | 0   |              |     | 1–0 | 2–2 | 3–1 | 1–1 | —   | 2–3 | 7–0 | 3–0 |
| 6   | Humaitá              | 18  | 14 | 5 | 3 | 6  | 16 | 21 | −5  |              | 0–2 | 1–1 | 0–0 | 2–2 | 1–0 | —   | 0–1 | 3–0 |     |
| 7   | São Francisco-AC     | 9   | 14 | 3 | 0 | 11 | 5  | 33 | −28 |              | 0–3 | 0–1 | 0–1 | 0–3 | 1–0 | 1–4 | —   | 1–0 |     |
| 8   | Trem                 | 8   | 14 | 2 | 2 | 10 | 8  | 19 | −11 |              | 0–1 | 1–0 | 0–1 | 1–1 | 1–2 | 0–1 | 4–1 | —   |     |

### Grupo A2
| Pos | Equipe            | Pts | J  | V  | E | D | GP | GC | SG  | Classificado |     | FAC | ATC | MAR | PNB | CAU | TCP | CDN | FEC |
| --- | ----------------- | --- | -- | -- | - | - | -- | -- | --- | ------------ | --- | --- | --- | --- | --- | --- | --- | --- | --- |
| 1   | Ferroviário       | 36  | 14 | 11 | 3 | 0 | 30 | 6  | +24 | Próxima fase |     | —   | 2–1 | 3–1 | 6–0 | 1–0 | 1–0 | 6–1 | 2–0 |
| 2   | Atlético Cearense | 23  | 14 | 6  | 5 | 3 | 22 | 15 | +7  | Próxima fase |     | 0–2 | —   | 1–0 | 1–1 | 3–0 | 3–1 | 2–1 | 1–1 |
| 3   | Maranhão          | 21  | 14 | 5  | 6 | 3 | 18 | 11 | +7  | Próxima fase |     | 1–1 | 1–1 | —   | 4–0 | 1–0 | 2–1 | 1–1 | 2–0 |
| 4   | Parnahyba         | 17  | 14 | 4  | 5 | 5 | 14 | 23 | −9  | Próxima fase |     | 0–1 | 1–1 | 0–3 | —   | 1–1 | 1–0 | 3–0 | 2–1 |
| 5   | Caucaia           | 16  | 14 | 3  | 7 | 4 | 20 | 20 | 0   |              |     | 1–1 | 1–3 | 0–0 | 2–0 | —   | 3–3 | 2–2 | 3–1 |
| 6   | Tocantinópolis    | 15  | 14 | 3  | 6 | 5 | 14 | 15 | −1  |              | 1–1 | 2–0 | 0–0 | 1–1 | 1–1 | —   | 2–0 | 1–1 |     |
| 7   | Cordino           | 11  | 14 | 2  | 5 | 7 | 13 | 26 | −13 |              | 0–1 | 2–2 | 2–1 | 1–1 | 1–4 | 0–1 | —   | 2–0 |     |
| 8   | Fluminense-PI     | 8   | 14 | 1  | 5 | 8 | 9  | 24 | −15 |              | 0–2 | 0–3 | 1–1 | 1–3 | 2–2 | 1–0 | 0–0 | —   |     |

### Grupo A3
| Pos | Equipe              | Pts | J  | V | E | D  | GP | GC | SG  | Classificado |     | SOU | NAP | POT | PAC | CMP | STC | IGU | GLO |
| --- | ------------------- | --- | -- | - | - | -- | -- | -- | --- | ------------ | --- | --- | --- | --- | --- | --- | --- | --- | --- |
| 1   | Sousa               | 26  | 14 | 8 | 2 | 4  | 24 | 15 | +9  | Próxima fase |     | —   | 1–0 | 1–1 | 2–1 | 2–1 | 2–1 | 2–1 | 4–0 |
| 2   | Nacional de Patos   | 24  | 14 | 7 | 3 | 4  | 17 | 11 | +6  | Próxima fase |     | 1–0 | —   | 2–0 | 1–0 | 2–1 | 2–2 | 3–1 | 2–1 |
| 3   | Potiguar de Mossoró | 23  | 14 | 6 | 5 | 3  | 16 | 11 | +5  | Próxima fase |     | 2–1 | 0–0 | —   | 5–1 | 0–0 | 2–1 | 1–0 | 2–0 |
| 4   | Pacajus             | 22  | 14 | 6 | 4 | 4  | 21 | 16 | +5  | Próxima fase |     | 1–1 | 1–0 | 2–0 | —   | 2–2 | 0–0 | 4–1 | 3–0 |
| 5   | Campinense          | 21  | 14 | 6 | 3 | 5  | 18 | 14 | +4  |              |     | 1–2 | 1–0 | 1–0 | 3–2 | —   | 2–0 | 0–0 | 4–0 |
| 6   | Santa Cruz          | 20  | 14 | 5 | 5 | 4  | 15 | 12 | +3  |              | 1–0 | 2–2 | 1–1 | 0–0 | 1–0 | —   | 1–0 | 3–0 |     |
| 7   | Iguatu              | 16  | 14 | 5 | 1 | 8  | 16 | 19 | −3  |              | 2–1 | 1–0 | 1–2 | 1–2 | 3–1 | 1–0 | —   | 3–0 |     |
| 8   | Globo               | 4   | 14 | 1 | 1 | 12 | 5  | 34 | −29 |              | 2–5 | 0–2 | 0–0 | 0–2 | 0–1 | 0–2 | 2–1 | —   |     |

### Grupo A4
| Pos | Equipe                 | Pts | J  | V | E | D | GP | GC | SG | Classificado |     | RET | BFE | ASA | FAL | SER | CDA | AAL | JAC |
| --- | ---------------------- | --- | -- | - | - | - | -- | -- | -- | ------------ | --- | --- | --- | --- | --- | --- | --- | --- | --- |
| 1   | Retrô                  | 26  | 14 | 7 | 5 | 2 | 19 | 13 | +6 | Próxima fase |     | —   | 1–0 | 3–1 | 1–2 | 1–1 | 1–1 | 2–1 | 1–1 |
| 2   | Bahia de Feira         | 21  | 14 | 5 | 6 | 3 | 15 | 9  | +6 | Próxima fase |     | 1–1 | —   | 1–0 | 3–1 | 3–1 | 3–0 | 2–1 | 2–2 |
| 3   | ASA                    | 19  | 14 | 6 | 1 | 7 | 14 | 16 | −2 | Próxima fase |     | 1–2 | 1–0 | —   | 1–0 | 1–1 | 0–2 | 0–1 | 3–2 |
| 4   | Falcon                 | 19  | 14 | 5 | 4 | 5 | 16 | 15 | +1 | Próxima fase |     | 1–1 | 0–0 | 0–1 | —   | 0–1 | 4–1 | 1–0 | 1–1 |
| 5   | Sergipe                | 19  | 14 | 5 | 4 | 5 | 19 | 19 | 0  |              |     | 0–1 | 1–0 | 2–1 | 1–3 | —   | 2–1 | 2–3 | 1–2 |
| 6   | Cruzeiro de Arapiraca  | 18  | 14 | 5 | 3 | 6 | 13 | 22 | −9 |              | 2–1 | 0–0 | 0–2 | 1–1 | 0–3 | —   | 1–0 | 1–0 |     |
| 7   | Atlético de Alagoinhas | 15  | 14 | 4 | 3 | 7 | 15 | 18 | −3 |              | 1–2 | 0–0 | 1–0 | 1–2 | 1–1 | 1–2 | —   | 1–0 |     |
| 8   | Jacuipense             | 15  | 14 | 3 | 6 | 5 | 20 | 19 | +1 |              | 0–1 | 0–0 | 1–2 | 2–0 | 2–2 | 4–1 | 3–3 | —   |     |

### Grupo A5
| Pos | Equipe             | Pts | J  | V | E | D  | GP | GC | SG  | Classificado |     | CEI | APS | OVG | BRS | UNR | IPO | IPT  | RAR |
| --- | ------------------ | --- | -- | - | - | -- | -- | -- | --- | ------------ | --- | --- | --- | --- | --- | --- | --- | ---- | --- |
| 1   | Ceilândia          | 28  | 14 | 7 | 7 | 0  | 28 | 5  | +23 | Próxima fase |     | —   | 1–1 | 0–0 | 1–1 | 2–0 | 4–0 | 4–0  | 3–0 |
| 2   | Anápolis           | 25  | 14 | 6 | 7 | 1  | 26 | 6  | +20 | Próxima fase |     | 0–1 | —   | 3–0 | 0–0 | 1–0 | 1–0 | 7–0  | 1–0 |
| 3   | Operário VG        | 24  | 14 | 7 | 3 | 4  | 29 | 16 | +13 | Próxima fase |     | 2–2 | 1–1 | —   | 0–2 | 2–1 | 2–1 | 6–0  | 9–0 |
| 4   | Brasiliense        | 24  | 14 | 6 | 6 | 2  | 31 | 11 | +20 | Próxima fase |     | 0–0 | 2–2 | 4–1 | —   | 3–0 | 3–3 | 10–0 | 5–1 |
| 5   | União Rondonópolis | 23  | 14 | 7 | 2 | 5  | 17 | 9  | +8  |              |     | 0–0 | 0–0 | 2–0 | 2–0 | —   | 3–0 | 3–0  | 3–0 |
| 6   | Iporá              | 16  | 14 | 4 | 4 | 6  | 20 | 20 | 0   |              | 1–1 | 1–1 | 0–2 | 0–0 | 1–0 | —   | 8–1 | 2–0  |     |
| 7   | Interporto         | 6   | 14 | 1 | 3 | 10 | 3  | 47 | −44 |              | 0–2 | 0–0 | 0–2 | 1–0 | 0–2 | 0–2 | —   | 1–1  |     |
| 8   | Real Ariquemes     | 5   | 14 | 1 | 2 | 11 | 4  | 44 | −40 |              | 0–7 | 0–8 | 0–2 | 0–1 | 0–1 | 2–1 | 0–0 | —    |     |

### Grupo A6
| Pos | Equipe        | Pts | J  | V | E | D | GP | GC | SG  | Classificado |     | ATH | AAP | DGV | VFC | STA | RES | NVG | RNO |
| --- | ------------- | --- | -- | - | - | - | -- | -- | --- | ------------ | --- | --- | --- | --- | --- | --- | --- | --- | --- |
| 1   | Athletic      | 29  | 14 | 9 | 2 | 3 | 19 | 9  | +10 | Próxima fase |     | —   | 1–2 | 1–0 | 0–0 | 4–2 | 3–0 | 3–1 | 1–0 |
| 2   | Portuguesa-RJ | 29  | 14 | 8 | 5 | 1 | 25 | 12 | +13 | Próxima fase |     | 1–0 | —   | 4–1 | 3–2 | 3–0 | 3–2 | 2–2 | 5–2 |
| 3   | Democrata GV  | 25  | 14 | 7 | 4 | 3 | 18 | 15 | +3  | Próxima fase |     | 1–0 | 1–0 | —   | 4–2 | 1–1 | 2–0 | 1–0 | 2–2 |
| 4   | Vitória-ES    | 20  | 14 | 6 | 2 | 6 | 23 | 20 | +3  | Próxima fase |     | 1–2 | 0–1 | 3–1 | —   | 3–1 | 1–1 | 3–2 | 2–0 |
| 5   | Santo André   | 19  | 14 | 5 | 4 | 5 | 15 | 16 | −1  |              |     | 0–1 | 0–0 | 1–1 | 1–0 | —   | 1–1 | 2–0 | 2–0 |
| 6   | Resende       | 14  | 14 | 3 | 5 | 6 | 12 | 18 | −6  |              | 0–0 | 0–0 | 0–1 | 1–2 | 2–0 | —   | 3–1 | 1–1 |     |
| 7   | Nova Iguaçu   | 10  | 14 | 2 | 4 | 8 | 15 | 23 | −8  |              | 1–2 | 1–1 | 0–0 | 3–2 | 0–1 | 3–0 | —   | 1–1 |     |
| 8   | Real Noroeste | 7   | 14 | 1 | 4 | 9 | 9  | 23 | −14 |              | 0–1 | 0–0 | 1–2 | 0–2 | 0–3 | 0–1 | 2–0 | —   |     |

### Grupo A7
| Pos | Equipe           | Pts | J  | V | E | D | GP | GC | SG  | Classificado |     | PAT | MGA | ITL | FER | CRAC | XVP | FCC | OCG |
| --- | ---------------- | --- | -- | - | - | - | -- | -- | --- | ------------ | --- | --- | --- | --- | --- | ---- | --- | --- | --- |
| 1   | Patrocinense     | 24  | 14 | 6 | 6 | 2 | 16 | 8  | +8  | Próxima fase |     | —   | 0–0 | 1–1 | 1–0 | 2–0  | 2–0 | 1–0 | 3–0 |
| 2   | Maringá          | 24  | 14 | 6 | 6 | 2 | 13 | 8  | +5  | Próxima fase |     | 1–0 | —   | 1–0 | 0–0 | 0–1  | 3–2 | 0–0 | 2–0 |
| 3   | Inter de Limeira | 22  | 14 | 6 | 4 | 4 | 15 | 15 | 0   | Próxima fase |     | 1–0 | 1–0 | —   | 1–0 | 0–1  | 3–6 | 1–1 | 2–1 |
| 4   | Ferroviária      | 20  | 14 | 5 | 5 | 4 | 16 | 11 | +5  | Próxima fase |     | 1–1 | 1–2 | 1–2 | —   | 0–0  | 4–2 | 1–0 | 0–0 |
| 5   | CRAC             | 18  | 14 | 5 | 3 | 6 | 16 | 14 | +2  |              |     | 1–2 | 1–1 | 2–2 | 0–1 | —    | 1–2 | 1–2 | 4–0 |
| 6   | XV de Piracicaba | 16  | 14 | 4 | 4 | 6 | 20 | 21 | −1  |              | 1–1 | 1–1 | 0–1 | 1–1 | 2–0 | —    | 1–2 | 1–0 |     |
| 7   | FC Cascavel      | 16  | 14 | 3 | 7 | 4 | 12 | 17 | −5  |              | 1–1 | 1–1 | 0–0 | 1–5 | 0–2 | 2–1  | —   | 1–1 |     |
| 8   | Operário-MS      | 8   | 14 | 1 | 5 | 8 | 5  | 19 | −14 |              | 1–1 | 0–1 | 1–0 | 0–1 | 0–2 | 0–0  | 1–1 | —   |     |

### Grupo A8
| Pos | Equipe            | Pts | J  | V | E | D | GP | GC | SG  | Classificado |     | HER | CAX | CBR | BPE | SJE | CCD | AIM | NHA |
| --- | ----------------- | --- | -- | - | - | - | -- | -- | --- | ------------ | --- | --- | --- | --- | --- | --- | --- | --- | --- |
| 1   | Hercílio Luz      | 29  | 14 | 8 | 5 | 1 | 21 | 10 | +11 | Próxima fase |     | —   | 2–2 | 2–1 | 1–0 | 3–0 | 2–0 | 2–0 | 1–0 |
| 2   | Caxias            | 23  | 14 | 7 | 2 | 5 | 19 | 16 | +3  | Próxima fase |     | 0–1 | —   | 1–0 | 2–1 | 2–1 | 2–0 | 3–1 | 2–0 |
| 3   | Camboriú          | 22  | 14 | 6 | 4 | 4 | 19 | 14 | +5  | Próxima fase |     | 1–1 | 2–1 | —   | 0–2 | 3–3 | 1–0 | 1–0 | 1–0 |
| 4   | Brasil de Pelotas | 20  | 14 | 5 | 5 | 4 | 15 | 13 | +2  | Próxima fase |     | 1–0 | 2–1 | 1–1 | —   | 2–2 | 1–0 | 2–2 | 1–0 |
| 5   | São Joseense      | 20  | 14 | 5 | 5 | 4 | 15 | 15 | 0   |              |     | 0–0 | 2–1 | 2–0 | 1–0 | —   | 0–1 | 0–0 | 2–1 |
| 6   | Concórdia         | 19  | 14 | 5 | 4 | 5 | 15 | 13 | +2  |              | 0–1 | 4–0 | 1–1 | 2–1 | 1–1 | —   | 3–1 | 1–1 |     |
| 7   | Aimoré            | 10  | 14 | 1 | 7 | 6 | 8  | 21 | −13 |              | 0–0 | 0–0 | 0–4 | 1–1 | 1–0 | 0–0 | —   | 1–1 |     |
| 8   | Novo Hamburgo     | 7   | 14 | 1 | 4 | 9 | 13 | 23 | −10 |              | 5–5 | 0–2 | 0–3 | 0–0 | 0–1 | 1–2 | 4–1 | —   |     |

### Desempenho por rodada
Clubes que lideraram cada grupo ao final de cada rodada:
|          | 1    | 2   | 3   | 4   | 5   | 6   | 7   | 8    | 9   | 10  | 11   | 12  | 13  | 14  |
| Grupo A1 | AGM  | PRI | SRR | AGM | NAM | NAM | NAM | NAM  | NAM | NAM | NAM  | TUN | NAM | NAM |
| Grupo A2 | FAC  | FAC | FAC | FAC | FAC | FAC | FAC | FAC  | FAC | FAC | FAC  | FAC | FAC | FAC |
| Grupo A3 | SOU  | SOU | SOU | SOU | PAC | PAC | PAC | STC  | STC | NAP | NAP  | SOU | NAP | SOU |
| Grupo A4 | BFE  | ASA | CDA | CDA | SER | RET | RET | RET  | RET | RET | RET  | RET | RET | RET |
| Grupo A5 | CEI  | CEI | CEI | CEI | CEI | CEI | APS | UNR  | CEI | OVG | CEI  | CEI | CEI | CEI |
| Grupo A6 | AAP  | AAP | AAP | AAP | AAP | AAP | AAP | AAP  | AAP | AAP | AAP  | ATH | AAP | ATH |
| Grupo A7 | CRAC | PAT | XVP | PAT | XVP | PAT | PAT | CRAC | PAT | PAT | CRAC | PAT | PAT | PAT |
| Grupo A8 | CBR  | CBR | CBR | CBR | HER | HER | CAX | SJE  | HER | HER | HER  | HER | HER | HER |

Clubes que ficaram na última posição de cada grupo ao final de cada rodada:
|          | 1   | 2   | 3   | 4   | 5   | 6   | 7   | 8   | 9   | 10  | 11  | 12  | 13  | 14  |
| Grupo A1 | PRI | SFR | TRM | TRM | SFR | TRM | TRM | TRM | SFR | TRM | TRM | TRM | TRM | TRM |
| Grupo A2 | FEC | FEC | FEC | FEC | FEC | CAU | CAU | FEC | CDN | CDN | FEC | FEC | FEC | FEC |
| Grupo A3 | GLO | GLO | GLO | GLO | IGU | GLO | GLO | GLO | GLO | GLO | GLO | GLO | GLO | GLO |
| Grupo A4 | SER | SER | AAL | AAL | AAL | FAL | FAL | FAL | FAL | FAL | FAL | CDA | JAC | JAC |
| Grupo A5 | IPO | IPT | RAR | RAR | RAR | RAR | RAR | RAR | RAR | RAR | RAR | RAR | RAR | RAR |
| Grupo A6 | RNO | NVG | NVG | NVG | NVG | NVG | NVG | RNO | RNO | RNO | RNO | RNO | RNO | RNO |
| Grupo A7 | FCC | FCC | FCC | FCC | FCC | FER | FCC | FCC | OCG | OCG | OCG | OCG | OCG | OCG |
| Grupo A8 | NHA | NHA | NHA | NHA | NHA | NHA | NHA | NHA | NHA | NHA | NHA | NHA | NHA | NHA |

## Segunda fase
Em itálico, as equipes que possuem o mando de campo no primeiro jogo do confronto e em negrito as equipes classificadas.
| Equipe 1             | Total       | Equipe 2          | 1.º jogo | 2.º jogo |
| -------------------- | ----------- | ----------------- | -------- | -------- |
| Parnahyba            | 2–3         | Nacional-AM       | 2–0      | 0–3      |
| Águia de Marabá      | 1–4         | Atlético Cearense | 1–1      | 0–3      |
| Princesa do Solimões | 1–4         | Ferroviário       | 1–1      | 0–3      |
| Maranhão             | 3–3 (5–4 p) | Tuna Luso         | 2–3      | 1–0      |
| Falcon               | 2–3         | Sousa             | 1–1      | 1–2      |
| Potiguar de Mossoró  | 1–1 (6–7 p) | Bahia de Feira    | 1–0      | 0–1      |
| Pacajus              | 2–4         | Retrô             | 1–2      | 1–2      |
| ASA                  | 2–3         | Nacional de Patos | 1–0      | 1–3      |
| Vitória-ES           | 1–3         | Ceilândia         | 1–0      | 0–3      |
| Operário VG          | 1–4         | Portuguesa-RJ     | 1–0      | 0–4      |
| Brasiliense          | 0–2         | Athletic          | 0–2      | 0–0      |
| Democrata GV         | 1–3         | Anápolis          | 0–0      | 1–3      |
| Brasil de Pelotas    | 1–2         | Patrocinense      | 0–0      | 1–2      |
| Inter de Limeira     | 1–2         | Caxias            | 0–1      | 1–1      |
| Ferroviária          | 3–3 (4–2 p) | Hercílio Luz      | 1–1      | 2–2      |
| Camboriú             | 1–1 (6–5 p) | Maringá           | 0–0      | 1–1      |

## Terceira fase
Em itálico, as equipes que possuem o mando de campo no primeiro jogo do confronto e em negrito as equipes classificadas.
| Equipe 1          | Total       | Equipe 2      | 1.º jogo | 2.º jogo |
| ----------------- | ----------- | ------------- | -------- | -------- |
| Bahia de Feira    | 4–3         | Nacional-AM   | 2–0      | 2–3      |
| Atlético Cearense | 2–4         | Sousa         | 1–2      | 1–2      |
| Nacional de Patos | 1–3         | Ferroviário   | 0–0      | 1–3      |
| Maranhão          | 2–2 (6–5 p) | Retrô         | 0–0      | 2–2      |
| Caxias            | 0–0 (7–6 p) | Ceilândia     | 0–0      | 0–0      |
| Patrocinense      | 1–3         | Portuguesa-RJ | 0–0      | 1–3      |
| Camboriú          | 1–2         | Athletic      | 1–0      | 0–2      |
| Ferroviária       | 2–0         | Anápolis      | 1–0      | 1–0      |

## Fase final
A partir da quarta fase (quartas de final) os cruzamentos entre as oito equipes classificadas são determinados de acordo com a melhor campanha, somando-se todas as fases anteriores; a equipe de melhor campanha enfrenta a equipe de pior campanha; a de segunda melhor campanha enfrenta a de segunda pior campanha, e assim sucessivamente. Para as semifinais os cruzamentos voltam a ser predefinidos, com a pontuação acumulada ao longo da competição servindo para definir os mandos de campo (equipes de melhor campanha sempre decidem o confronto em casa).
Tabela de classificação após a terceira fase
| Pos. | Equipes        | Pts | J  | V  | E | D | GP | GC | SG  |
| ---- | -------------- | --- | -- | -- | - | - | -- | -- | --- |
| 1    | Ferroviário    | 44  | 18 | 13 | 5 | 0 | 37 | 8  | +29 |
| 2    | Athletic       | 36  | 18 | 11 | 3 | 4 | 23 | 10 | +13 |
| 3    | Sousa          | 36  | 18 | 11 | 3 | 4 | 31 | 19 | +12 |
| 4    | Portuguesa-RJ  | 36  | 18 | 10 | 6 | 2 | 32 | 14 | +18 |
| 5    | Caxias         | 29  | 18 | 8  | 5 | 5 | 21 | 17 | +4  |
| 6    | Ferroviária    | 28  | 18 | 7  | 7 | 4 | 21 | 14 | +7  |
| 7    | Bahia de Feira | 27  | 18 | 7  | 6 | 5 | 20 | 13 | +7  |
| 8    | Maranhão       | 26  | 18 | 6  | 8 | 4 | 23 | 16 | +7  |

Tabela de classificação após as quartas de final
| Pos. | Equipes     | Pts | J  | V  | E | D | GP | GC | SG  |
| ---- | ----------- | --- | -- | -- | - | - | -- | -- | --- |
| 1    | Ferroviário | 46  | 20 | 13 | 7 | 0 | 39 | 10 | +29 |
| 2    | Athletic    | 39  | 20 | 12 | 3 | 5 | 25 | 11 | +14 |
| 3    | Caxias      | 33  | 20 | 9  | 6 | 5 | 23 | 18 | +5  |
| 4    | Ferroviária | 32  | 20 | 8  | 8 | 4 | 23 | 15 | +8  |

Tabela de classificação após as semifinais
| Pos. | Equipes     | Pts | J  | V  | E | D | GP | GC | SG  |
| ---- | ----------- | --- | -- | -- | - | - | -- | -- | --- |
| 1    | Ferroviário | 50  | 22 | 14 | 8 | 0 | 41 | 11 | +30 |
| 2    | Ferroviária | 38  | 22 | 10 | 8 | 4 | 26 | 16 | +10 |

Cruzamentos até a final
Em itálico, as equipes que possuem o mando de campo no primeiro jogo do confronto e em negrito as equipes classificadas.
|  | Quartas de final             | Quartas de final             | Quartas de final             | Quartas de final             |   |             | Semifinais         | Semifinais         | Semifinais         | Semifinais         |  |             | Final               | Final               | Final               | Final               |  |  |
|  | 26 de agosto a 3 de setembro | 26 de agosto a 3 de setembro | 26 de agosto a 3 de setembro | 26 de agosto a 3 de setembro |   |             | 6 a 10 de setembro | 6 a 10 de setembro | 6 a 10 de setembro | 6 a 10 de setembro |  |             | 13 e 16 de setembro | 13 e 16 de setembro | 13 e 16 de setembro | 13 e 16 de setembro |  |  |
|  |                              |                              |                              |                              |   |             |                    |                    |                    |                    |  |             |                     |                     |                     |                     |  |  |
|  | Ferroviária                  | 1                            | 1                            | 2                            |   |             |                    |                    |                    |                    |  |             |                     |                     |                     |                     |  |  |
|  | Sousa                        | 0                            | 1                            | 1                            |   |             |                    |                    |                    |                    |  |             |                     |                     |                     |                     |  |  |
|  | Sousa                        | 0                            | 1                            | 1                            |   | Ferroviária | 1                  | 2                  | 3                  |                    |  |             |                     |                     |                     |                     |  |  |
|  |                              |                              |                              |                              |   | Ferroviária | 1                  | 2                  | 3                  |                    |  |             |                     |                     |                     |                     |  |  |
|  |                              | Athletic                     | 0                            | 1                            | 1 |             |                    |                    |                    |                    |  |             |                     |                     |                     |                     |  |  |
|  | Bahia de Feira               | Athletic                     | 0                            | 1                            | 1 | 0           | 1                  | 1                  |                    |                    |  |             |                     |                     |                     |                     |  |  |
|  | Bahia de Feira               |                              |                              |                              |   | 0           | 1                  | 1                  |                    |                    |  |             |                     |                     |                     |                     |  |  |
|  | Athletic                     | 2                            | 0                            | 2                            |   |             |                    |                    |                    |                    |  |             |                     |                     |                     |                     |  |  |
|  | Athletic                     | 2                            | 0                            | 2                            |   |             |                    |                    |                    |                    |  | Ferroviária | 0                   | 1                   | 1                   |                     |  |  |
|  |                              |                              |                              |                              |   |             |                    |                    |                    |                    |  | Ferroviária | 0                   | 1                   | 1                   |                     |  |  |
|  |                              | Ferroviário                  | 0                            | 2                            | 2 |             |                    |                    |                    |                    |  |             |                     |                     |                     |                     |  |  |
|  | Caxias                       | Ferroviário                  | 0                            | 2                            | 2 | 1           | 1                  | 2                  |                    |                    |  |             |                     |                     |                     |                     |  |  |
|  | Caxias                       |                              |                              |                              |   | 1           | 1                  | 2                  |                    |                    |  |             |                     |                     |                     |                     |  |  |
|  | Portuguesa-RJ                | 1                            | 0                            | 1                            |   |             |                    |                    |                    |                    |  |             |                     |                     |                     |                     |  |  |
|  | Portuguesa-RJ                | 1                            | 0                            | 1                            |   | Caxias      | 1                  | 0                  | 1                  |                    |  |             |                     |                     |                     |                     |  |  |
|  |                              |                              |                              |                              |   | Caxias      | 1                  | 0                  | 1                  |                    |  |             |                     |                     |                     |                     |  |  |
|  |                              | Ferroviário                  | 1                            | 1                            | 2 |             |                    |                    |                    |                    |  |             |                     |                     |                     |                     |  |  |
|  | Maranhão                     | Ferroviário                  | 1                            | 1                            | 2 | 1           | 1                  | 2 (0)              |                    |                    |  |             |                     |                     |                     |                     |  |  |
|  | Maranhão                     |                              |                              |                              |   | 1           | 1                  | 2 (0)              |                    |                    |  |             |                     |                     |                     |                     |  |  |
|  | Ferroviário (pen)            | 1                            | 1                            | 2 (3)                        |   |             |                    |                    |                    |                    |  |             |                     |                     |                     |                     |  |  |

| Aumento | Equipes promovidas à Série C de 2024 |

### Final
Ida
| 13 de setembro | Ferroviária | 0 – 0  | Ferroviário | Estádio Fonte Luminosa, Araraquara                                     |
| 20:00 (UTC−3)  |             | Súmula |             | Público: 4 199 Renda: R$ 41.530,00 Árbitro: DF Maguielson Lima Barbosa |

Volta
| 16 de setembro | Ferroviário            | 2 – 1  | Ferroviária       | Estádio Presidente Vargas, Fortaleza                                  |
| 16:00 (UTC−3)  | Deysinho 1' · Ciel 51' | Súmula | 38' Vitor Barreto | Público: 11 984 Renda: R$ 253.220,00 Árbitro: RS Leandro Pedro Vuaden |

### Premiação
| Campeonato Brasileiro 2023 Série D             |
| Ceará                                          |
| ---------------------------------------------- |
| Ferroviário Atlético Clube Campeão (2º título) |

## Estatísticas

### Artilharia
| Gols | Jogador         | Equipe        |
| ---- | --------------- | ------------- |
| 14   | Eron            | Caxias        |
| 13   | Marcelo Toscano | Portuguesa-RJ |
| 12   | Ciel            | Ferroviário   |
| 12   | Pablo Thomaz    | Operário VG   |
| 9    | Tony            | Vitória-ES    |
| 8    | Carlinhos       | Camboriú      |

### Hat-tricks
| Jogador         | Clube         | Adversário        | Placar   | Data         | Ref.   |
| --------------- | ------------- | ----------------- | -------- | ------------ | ------ |
| Histone         | Sousa         | Globo             | 5–2 (F)  | 7 de maio    | [ 36 ] |
| Erick Bahia     | Iporá         | Brasiliense       | 3–3 (F)  | 11 de junho  | [ 37 ] |
| Pablo Thomaz    | Operário VG   | Interporto        | 6–0 (C)  | 18 de junho  | [ 38 ] |
| Bruno Cosendey  | Brasiliense   | Interporto        | 10–0 (C) | 10 de julho  | [ 39 ] |
| Pablo Thomaz    | Operário VG   | Real Ariquemes    | 9–0 (C)  | 15 de julho  | [ 40 ] |
| Carlinhos       | Camboriú      | Aimoré            | 4–0 (F)  | 16 de julho  | [ 41 ] |
| Ciel            | Ferroviário   | Cordino           | 6–1 (C)  | 16 de julho  | [ 42 ] |
| Vitor Ribeiro   | Caucaia       | Cordino           | 4–1 (F)  | 22 de julho  | [ 43 ] |
| Marcelo Toscano | Portuguesa-RJ | Patrocinense      | 3–1 (C)  | 20 de agosto | [ 44 ] |
| Ciel            | Ferroviário   | Nacional de Patos | 3–1 (C)  | 20 de agosto | [ 45 ] |

### Poker-tricks
| Jogador         | Clube     | Adversário     | Placar  | Data       | Ref.   |
| --------------- | --------- | -------------- | ------- | ---------- | ------ |
| Felipe Clemente | Ceilândia | Real Ariquemes | 7–0 (F) | 9 de julho | [ 46 ] |

### Público
Maiores públicos
Estes são os dez maiores públicos pagantes do campeonato:
| N.º | Público | Mandante    | Placar | Visitante           | Estádio           | Data           | Rodada  | Ref.   |
| --- | ------- | ----------- | ------ | ------------------- | ----------------- | -------------- | ------- | ------ |
| 1   | 28 173  | Santa Cruz  | 1–0    | Campinense          | Arruda            | 21 de maio     | 3ª      | [ 47 ] |
| 2   | 16 034  | Santa Cruz  | 1–0    | Sousa               | Arruda            | 3 de junho     | 5ª      | [ 48 ] |
| 3   | 14 182  | Santa Cruz  | 0–0    | Pacajus             | Arruda            | 8 de junho     | 6ª      | [ 49 ] |
| 4   | 12 158  | Santa Cruz  | 1–1    | Potiguar de Mossoró | Arruda            | 16 de julho    | 13ª     | [ 50 ] |
| 5   | 11 984  | Ferroviário | 2–1    | Ferroviária         | Presidente Vargas | 16 de setembro | Final   | [ 34 ] |
| 6   | 11 673  | Santa Cruz  | 2–2    | Nacional de Patos   | Arruda            | 1 de julho     | 11ª     | [ 51 ] |
| 7   | 10 305  | Caxias      | 1–1    | Portuguesa-RJ       | Centenário        | 27 de agosto   | Quartas | [ 52 ] |
| 8   | 10 114  | Santa Cruz  | 1–0    | Iguatu              | Arruda            | 8 de maio      | 1ª      | [ 53 ] |
| 9   | 9 408   | Santa Cruz  | 3–0    | Globo               | Arruda            | 14 de junho    | 8ª      | [ 54 ] |
| 10  | 8 784   | Maringá     | 1–1    | Camboriú            | Willie Davids     | 6 de agosto    | 2ª fase | [ 55 ] |

Menores públicos
Estes são os dez menores públicos pagantes do campeonato:
| N.º | Público | Mandante          | Placar | Visitante              | Estádio               | Data        | Rodada | Ref.   |
| --- | ------- | ----------------- | ------ | ---------------------- | --------------------- | ----------- | ------ | ------ |
| 1   | 0       | Real Ariquemes    | 0–8    | Anápolis               | Valerião              | 23 de julho | 14ª    | [ 56 ] |
| 2   | 3       | Atlético Cearense | 1–1    | Fluminense-PI          | Domingão              | 10 de junho | 7ª     | [ 57 ] |
| 3   | 6       | Falcon            | 0–0    | Bahia de Feira         | Batistão              | 18 de junho | 9ª     | [ 58 ] |
| 4   | 8       | Retrô             | 2–1    | Atlético de Alagoinhas | Arena de Pernambuco   | 27 de maio  | 4ª     | [ 59 ] |
| 4   | 8       | Falcon            | 4–1    | Cruzeiro de Arapiraca  | Batistão              | 2 de julho  | 11ª    | [ 60 ] |
| 6   | 9       | Falcon            | 1–1    | Jacuipense             | Batistão              | 11 de junho | 7ª     | [ 61 ] |
| 7   | 10      | Falcon            | 1–0    | Atlético de Alagoinhas | Batistão              | 16 de julho | 13ª    | [ 62 ] |
| 8   | 11      | Real Noroeste     | 0–1    | Athletic               | José Olímpio da Rocha | 1 de julho  | 11ª    | [ 63 ] |
| 9   | 13      | Interporto        | 0–2    | Iporá                  | General Sampaio       | 15 de julho | 13ª    | [ 64 ] |
| 9   | 13      | Real Noroeste     | 0–0    | Portuguesa-RJ          | José Olímpio da Rocha | 23 de julho | 14ª    | [ 65 ] |

Médias de público
Estas são as médias de público dos clubes no campeonato. Considera-se apenas os jogos da equipe como mandante e o público pagante:
| 1. Santa Cruz – 14 535 2. Caxias – 4 071 3. Maringá – 3 913 4. FC Cascavel – 3 570 5. Ferroviário – 3 485 6. Brasil de Pelotas – 2 674 7. Anápolis – 1 812 8. Ferroviária – 1 700 9. Nacional de Patos – 1 585 10. ASA – 1 566 11. Portuguesa-RJ – 1 536 12. XV de Piracicaba – 1 535 13. Democrata GV – 1 339 14. Sousa – 1 327 15. Athletic – 1 293 16. Sergipe – 1 262 | 1. Hercílio Luz – 1 030 2. Águia de Marabá – 959 3. Inter de Limeira – 933 4. CRAC – 834 5. Nacional-AM – 770 6. Bahia de Feira – 745 7. Patrocinense – 741 8. Vitória-ES – 722 9. Santo André – 679 10. Ceilândia – 598 11. Campinense – 573 12. Iguatu – 573 13. Potiguar de Mossoró – 529 14. Brasiliense – 471 15. Camboriú – 459 16. Concórdia – 455 | 1. Retrô – 430 2. Maranhão – 420 3. São Joseense – 380 4. Parnahyba – 365 5. Tocantinópolis – 363 6. Caucaia – 354 7. Jacuipense – 347 8. União Rondonópolis – 331 9. Nova Iguaçu – 313 10. Tuna Luso – 312 11. Princesa do Solimões – 273 12. Pacajus – 257 13. Cruzeiro de Arapiraca – 246 14. Atlético de Alagoinhas – 239 15. Resende – 236 16. Operário-MS – 234 | 1. Cordino – 194 2. Iporá – 179 3. São Raimundo-RR – 148 4. Aimoré – 143 5. Operário VG – 142 6. Novo Hamburgo – 135 7. Falcon – 115 8. Fluminense-PI – 109 9. Globo – 96 10. Interporto – 86 11. Atlético Cearense – 74 12. São Francisco-AC – 64 13. Humaitá – 58 14. Trem – 55 15. Real Noroeste – 53 16. Real Ariquemes – 34 |

## Mudanças de técnicos
| Clube                  | Antecessor           | Data        | Última partida                       | Rod | Pos         | Sucessor             | Ref.            |
| ---------------------- | -------------------- | ----------- | ------------------------------------ | --- | ----------- | -------------------- | --------------- |
| Globo                  | Lawrence Borba       | 8 de maio   | Globo 2–5 Sousa                      | 1ª  | 8º (Gr. A3) | Higor César          | [ 66 ] [ 67 ]   |
| Real Ariquemes         | André Alexandre      | 13 de maio  | Real Ariquemes 2–2 Ji-Paraná         | 1ª  | 5º (Gr. A5) | Yuri Moreira         | [ 68 ] [ 69 ]   |
| Retrô                  | Dico Woolley         | 13 de maio  | Retrô 1–1 Cruzeiro de Arapiraca      | 2ª  | 5º (Gr. A4) | Marcelo Martelotte   | [ 70 ] [ 71 ]   |
| Atlético de Alagoinhas | Rodrigo Chagas       | 15 de maio  | Atlético de Alagoinhas 1–2 Falcon    | 2ª  | 7º (Gr. A4) | Thiago Santa Bárbara | [ 72 ] [ 73 ]   |
| Sergipe                | Rafael Jacques       | 15 de maio  | Sergipe 1–2 Jacuipense               | 2ª  | 8º (Gr. A4) | Leandro Sena         | [ 74 ] [ 75 ]   |
| Interporto             | Wesley Edson         | 16 de maio  | Iporá 8–1 Interporto                 | 2ª  | 8º (Gr. A5) | Ítalo Oliveira       | [ 76 ] [ 77 ]   |
| Potiguar de Mossoró    | Júnior Câmara        | 22 de maio  | Globo 0–0 Potiguar de Mossoró        | 3ª  | 6° (Gr. A3) | Robson Melo          | [ 78 ] [ 79 ]   |
| Globo                  | Higor César          | 28 de maio  | Pacajus 3–0 Globo                    | 4ª  | 8º (Gr. A3) | André Caldas         | [ 80 ]          |
| FC Cascavel            | Luiz Carlos Cruz     | 29 de maio  | Patrocinense 1–0 FC Cascavel         | 4ª  | 8° (Gr. A7) | Leston Júnior        | [ 81 ] [ 82 ]   |
| São Francisco-AC       | Zé Marco             | 29 de maio  | Águia de Marabá 2–0 São Francisco-AC | 4ª  | 7° (Gr. A1) | Everton Lima         | [ 83 ] [ 84 ]   |
| Camboriú               | Júnior Lopes         | 5 de junho  | São Joseense 2–0 Camboriú            | 5ª  | 5° (Gr. A8) | Jerson Testoni       | [ 85 ] [ 86 ]   |
| Ferroviária            | Elano                | 7 de junho  | Ferroviária 1–1 Patrocinense         | 6ª  | 8° (Gr. A7) | Alexandre Lopes      | [ 87 ] [ 88 ]   |
| Brasiliense            | Roberto Cavalo       | 9 de junho  | União Rondonópolis 2–0 Brasiliense   | 6ª  | 6° (Gr. A5) | Luis dos Reis        | [ 89 ] [ 90 ]   |
| ASA                    | Paulo Roberto Santos | 18 de junho | Atlético de Alagoinhas 1–0 ASA       | 9ª  | 7° (Gr. A4) | Celso Teixeira       | [ 91 ]          |
| Caucaia                | Roberto Carlos       | 19 de junho | Maranhão 1–0 Caucaia                 | 9ª  | 6° (Gr. A2) | Lamar Lima           | [ 92 ] [ 93 ]   |
| XV de Piracicaba       | Cléber Gaúcho        | 19 de junho | FC Cascavel 2–1 XV de Piracicaba     | 9ª  | 6° (Gr. A8) | Paulo Roberto Santos | [ 94 ] [ 95 ]   |
| Caxias                 | Tcheco               | 20 de junho | Caxias 0–1 Hercílio Luz              | 9ª  | 3° (Gr. A8) | Gerson Gusmão        | [ 96 ] [ 97 ]   |
| Globo                  | André Caldas         | 20 de junho | Globo 0–2 Nacional de Patos          | 9ª  | 8° (Gr. A3) | Victor Hugo          | [ 98 ]          |
| Campinense             | Luan Carlos          | 22 de junho | Campinense 0–0 Iguatu                | 9ª  | 5° (Gr. A3) | Dico Woolley         | [ 99 ]          |
| Operário-MS            | Celso Rodrigues      | 27 de junho | Operário-MS 1–1 FC Cascavel          | 10ª | 8° (Gr. A7) | Leocir Dall'Astra    | [ 100 ] [ 101 ] |
| Humaitá                | Maurício Carneiro    | 28 de junho | Humaitá 0–1 São Francisco-AC         | 10ª | 4° (Gr. A1) | Dorielson Mendes     | [ 102 ]         |
| Patrocinense           | Rogério Henrique     | 4 de julho  | FC Cascavel 1–1 Patrocinense         | 11ª | 2° (Gr. A7) | Vitor Bill           | [ 103 ] [ 104 ] |
| Águia de Marabá        | Mathaus Sodré        | 6 de julho  | São Francisco-AC 0–1 Águia de Marabá | 11ª | 3° (Gr. A1) | Rafael Jacques       | [ 105 ] [ 106 ] |
| São Joseense           | Zé Roberto           | 6 de julho  | São Joseense 0–1 Concórdia           | 11ª | 3° (Gr. A8) | Luciano Gusso        | [ 107 ]         |
| Santa Cruz             | Felipe Conceição     | 10 de julho | Campinense 2–0 Santa Cruz            | 12ª | 5° (Gr. A3) | Evaristo Piza        | [ 108 ] [ 109 ] |
| Camboriú               | Jerson Testoni       | 11 de julho | Concórdia 1–1 Camboriú               | 12ª | 5° (Gr. A8) | Kinho Forgiarini     | [ 110 ] [ 111 ] |
| Resende                | Eudes Pedro          | 13 de julho | Resende 1–2 Macaé                    | 12ª | 6° (Gr. A6) | Carlos Leiria        | [ 112 ]         |

## Classificação geral
A classificação geral dá prioridade ao clube que avançou mais fases, e ao campeão, mesmo que tenha menor pontuação.
| Campeão (promovido à Série C em 2024)                    |                      |    |    |    |    |   |    |    |     |
| 1                                                        | Ferroviário          | 54 | 24 | 15 | 9  | 0 | 43 | 12 | +31 |
| Vice-campeão (promovido à Série C em 2024)               |                      |    |    |    |    |   |    |    |     |
| 2                                                        | Ferroviária          | 39 | 24 | 10 | 9  | 5 | 27 | 18 | +9  |
| Eliminados nas semifinais (promovidos à Série C em 2024) |                      |    |    |    |    |   |    |    |     |
| 3                                                        | Athletic             | 39 | 22 | 12 | 3  | 7 | 26 | 14 | +12 |
| 4                                                        | Caxias               | 34 | 22 | 9  | 7  | 6 | 24 | 20 | +4  |
| Eliminados nas quartas de final                          |                      |    |    |    |    |   |    |    |     |
| 5                                                        | Sousa                | 37 | 20 | 11 | 4  | 5 | 32 | 21 | +11 |
| 6                                                        | Portuguesa-RJ        | 37 | 20 | 10 | 7  | 3 | 33 | 16 | +17 |
| 7                                                        | Bahia de Feira       | 30 | 20 | 8  | 6  | 6 | 21 | 15 | +6  |
| 8                                                        | Maranhão             | 28 | 20 | 6  | 10 | 4 | 25 | 18 | +7  |
| Eliminados na terceira fase                              |                      |    |    |    |    |   |    |    |     |
| 9                                                        | Nacional-AM          | 36 | 18 | 11 | 3  | 4 | 28 | 13 | +15 |
| 10                                                       | Retrô                | 34 | 18 | 9  | 7  | 2 | 25 | 17 | +8  |
| 11                                                       | Ceilândia            | 33 | 18 | 8  | 9  | 1 | 31 | 6  | +25 |
| 12                                                       | Anápolis             | 29 | 18 | 7  | 8  | 3 | 29 | 9  | +20 |
| 13                                                       | Patrocinense         | 29 | 18 | 7  | 8  | 3 | 19 | 12 | +7  |
| 14                                                       | Nacional de Patos    | 28 | 18 | 8  | 4  | 6 | 21 | 16 | +5  |
| 15                                                       | Atlético Cearense    | 27 | 18 | 7  | 6  | 5 | 28 | 20 | +8  |
| 16                                                       | Camboriú             | 27 | 18 | 7  | 6  | 5 | 21 | 17 | +4  |
| Eliminados na segunda fase                               |                      |    |    |    |    |   |    |    |     |
| 17                                                       | Tuna Luso            | 31 | 16 | 9  | 4  | 3 | 24 | 13 | +11 |
| 18                                                       | Hercílio Luz         | 31 | 16 | 8  | 7  | 1 | 24 | 13 | +11 |
| 19                                                       | Operário VG          | 27 | 16 | 8  | 3  | 5 | 30 | 20 | +10 |
| 20                                                       | Potiguar de Mossoró  | 26 | 16 | 7  | 5  | 4 | 17 | 12 | +5  |
| 21                                                       | Democrata GV         | 26 | 16 | 7  | 5  | 4 | 19 | 18 | +1  |
| 22                                                       | Maringá              | 26 | 16 | 6  | 8  | 2 | 14 | 9  | +5  |
| 23                                                       | Brasiliense          | 25 | 16 | 6  | 7  | 3 | 31 | 13 | +18 |
| 24                                                       | Águia de Marabá      | 25 | 16 | 6  | 7  | 3 | 19 | 12 | +7  |
| 25                                                       | Vitória-ES           | 23 | 16 | 7  | 2  | 7 | 24 | 23 | +1  |
| 26                                                       | Inter de Limeira     | 23 | 16 | 6  | 5  | 5 | 16 | 17 | –1  |
| 27                                                       | ASA                  | 22 | 16 | 7  | 1  | 8 | 16 | 19 | –3  |
| 28                                                       | Pacajus              | 22 | 16 | 6  | 4  | 6 | 23 | 20 | +3  |
| 29                                                       | Brasil de Pelotas    | 21 | 16 | 5  | 6  | 5 | 16 | 15 | +1  |
| 30                                                       | Falcon               | 20 | 16 | 5  | 5  | 6 | 18 | 18 | 0   |
| 31                                                       | Parnahyba            | 20 | 16 | 5  | 5  | 6 | 16 | 26 | –10 |
| 32                                                       | Princesa do Solimões | 20 | 16 | 4  | 8  | 4 | 22 | 17 | +5  |

| Eliminados na primeira fase |                        |     |    |   |   |    |    |    |     |
| Pos                         | Equipes                | Pts | J  | V | E | D  | GP | GC | SG  |
| 33                          | União Rondonópolis     | 23  | 14 | 7 | 2 | 5  | 17 | 9  | +8  |
| 34                          | Campinense             | 21  | 14 | 6 | 3 | 5  | 18 | 14 | +4  |
| 35                          | Santa Cruz             | 20  | 14 | 5 | 5 | 4  | 15 | 12 | +3  |
| 36                          | São Joseense           | 20  | 14 | 5 | 5 | 4  | 15 | 15 | 0   |
| 37                          | Concórdia              | 19  | 14 | 5 | 4 | 5  | 15 | 13 | +2  |
| 38                          | Sergipe                | 19  | 14 | 5 | 4 | 5  | 19 | 19 | 0   |
| 39                          | Santo André            | 19  | 14 | 5 | 4 | 5  | 15 | 16 | –1  |
| 40                          | CRAC                   | 18  | 14 | 5 | 3 | 6  | 16 | 14 | +2  |
| 41                          | São Raimundo-RR        | 18  | 14 | 5 | 3 | 6  | 24 | 24 | 0   |
| 42                          | Humaitá                | 18  | 14 | 5 | 3 | 6  | 16 | 21 | –5  |
| 43                          | Cruzeiro de Arapiraca  | 18  | 14 | 5 | 3 | 6  | 13 | 22 | –9  |
| 44                          | Iguatu                 | 16  | 14 | 5 | 1 | 8  | 16 | 19 | –3  |
| 45                          | Iporá                  | 16  | 14 | 4 | 4 | 6  | 20 | 20 | 0   |
| 46                          | XV de Piracicaba       | 16  | 14 | 4 | 4 | 6  | 20 | 21 | –1  |
| 47                          | Caucaia                | 16  | 14 | 3 | 7 | 4  | 20 | 20 | 0   |
| 48                          | FC Cascavel            | 16  | 14 | 3 | 7 | 4  | 12 | 17 | –5  |
| 49                          | Atlético de Alagoinhas | 15  | 14 | 4 | 3 | 7  | 15 | 18 | –3  |
| 50                          | Jacuipense             | 15  | 14 | 3 | 6 | 5  | 20 | 19 | +1  |
| 51                          | Tocantinópolis         | 15  | 14 | 3 | 6 | 5  | 14 | 15 | –1  |
| 52                          | Resende                | 14  | 14 | 3 | 5 | 6  | 12 | 18 | –6  |
| 53                          | Cordino                | 11  | 14 | 2 | 5 | 7  | 13 | 26 | –13 |
| 54                          | Nova Iguaçu            | 10  | 14 | 2 | 4 | 8  | 15 | 23 | –8  |
| 55                          | Aimoré                 | 10  | 14 | 1 | 7 | 6  | 8  | 21 | –13 |
| 56                          | São Francisco-AC       | 9   | 14 | 3 | 0 | 11 | 5  | 33 | –28 |
| 57                          | Trem                   | 8   | 14 | 2 | 2 | 10 | 8  | 19 | –11 |
| 58                          | Operário-MS            | 8   | 14 | 1 | 5 | 8  | 5  | 19 | –14 |
| 59                          | Fluminense-PI          | 8   | 14 | 1 | 5 | 8  | 9  | 24 | –15 |
| 60                          | Novo Hamburgo          | 7   | 14 | 1 | 4 | 9  | 13 | 23 | –10 |
| 61                          | Real Noroeste          | 7   | 14 | 1 | 4 | 9  | 9  | 23 | –14 |
| 62                          | Interporto             | 6   | 14 | 1 | 3 | 10 | 3  | 47 | –44 |
| 63                          | Real Ariquemes         | 5   | 14 | 1 | 2 | 11 | 4  | 44 | –40 |
| 64                          | Globo                  | 4   | 14 | 1 | 1 | 12 | 5  | 34 | –29 |

|  |                           |
|  | Finalistas                |
|  | Eliminados nas semifinais |
|  | Eliminados nas quartas    |

|  |                       |
|  | Eliminados na 3ª fase |
|  | Eliminados na 2ª fase |
|  | Eliminados na 1ª fase |

|  |                           |
|  | Finalistas                |
|  | Eliminados nas semifinais |
|  | Eliminados nas quartas    |

|  |                       |
|  | Eliminados na 3ª fase |
|  | Eliminados na 2ª fase |
|  | Eliminados na 1ª fase |